# Urbanismo de Málaga

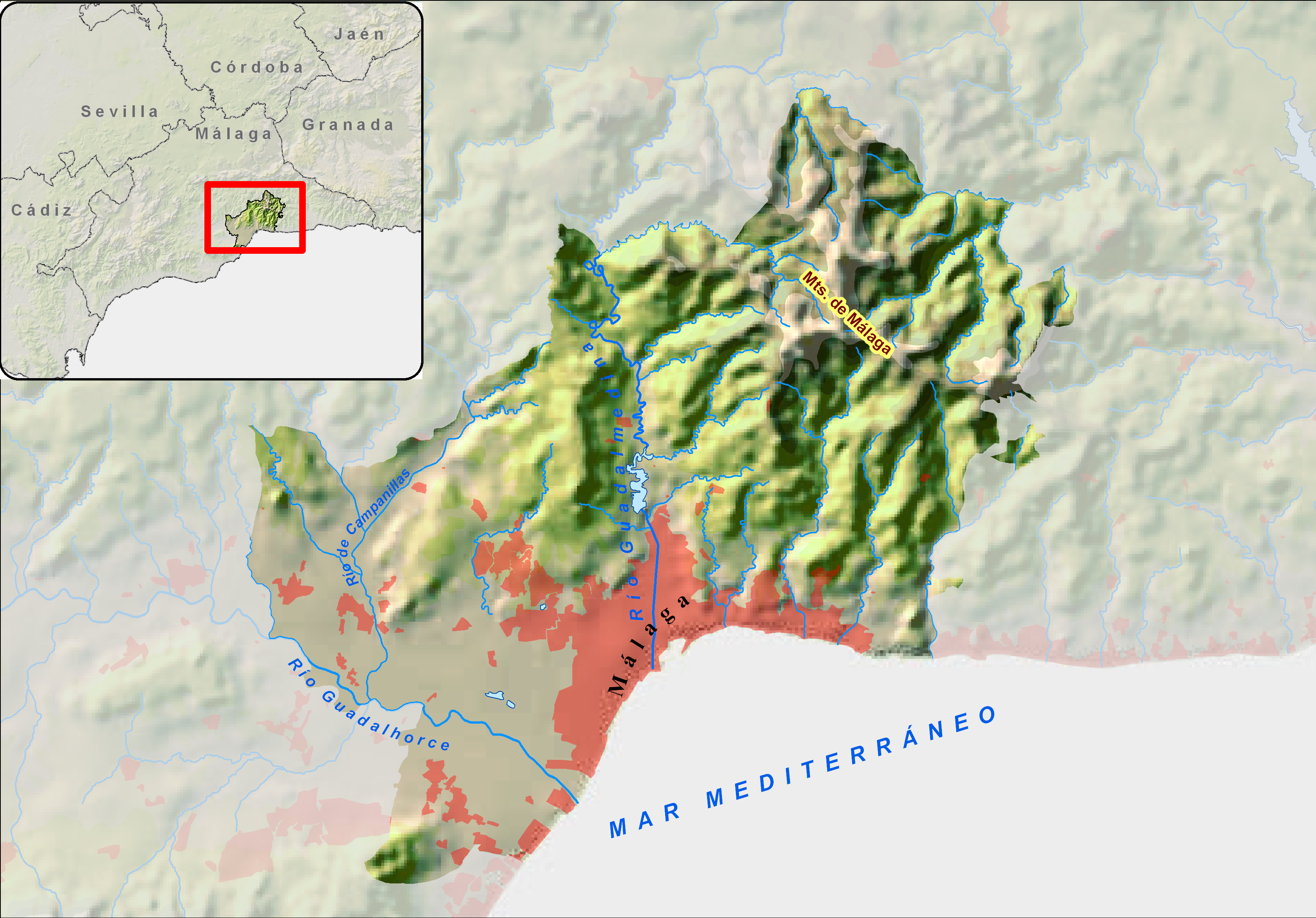
Mapa físico del término municipal de Málaga.

El urbanismo de Málaga es el reflejo del proceso de ocupación de esta ciudad española y de la evolución de sus construcciones desde la fundación de la ciudad en el siglo  VII a. C. Topográficamente se podría definir a Málaga desde el punto de vista urbano como una gran T invertida con el río Guadalmedina como eje vertical que aún hoy marca una división no solo geográfica en la ciudad. Tres son los condicionantes físicos que han marcado la trayectoria urbana de Málaga: el mar Mediterráneo, el río Guadalmedina y la cercanía de los Montes de Málaga. De hecho la zona oriental de la ciudad es una estrecha y larga faja de terreno encajonada entre mar y monte. La zona natural de expansión de Málaga es el oeste, hacia la amplia vega resultante entre el río Guadalhorce y el Guadalmedina: la Hoya de Málaga, donde han surgido grandes barrios a lo largo del siglo XX.
Con el nombre de Malaka primero y Malaca después, la historia de Málaga tiene unos 2700 años, pero los asentamientos humanos en su territorio no adquieren un nivel significativo de población y de urbanización hasta el siglo XIX. Durante los siglos XVIII y XIX, se configura el grueso de lo que hoy se conoce como Centro Histórico, al este del río Guadalmedina. Se caracteriza por tener un trazado irregular, herencia de la época musulmana. Entre sus edificios se mezclan las viviendas con varios siglos de antigüedad, (con distinto grado de conservación, muchas de ellas en ruinas o en proceso de restauración), con edificios decimonónicos y otros de reciente construcción.
En la zona este, con excepción del barrio de La Malagueta, predominan las viviendas unifamiliares, que van desde casas tradicionales de pescadores en las calles limítrofes a la costa, a viviendas exentas con jardín en los barrios de Pedregalejo y El Limonar, herencia de la burguesía industrial del siglo XIX. En el extremo oriental se sitúa el popular barrio de El Palo, viejo enclave de pescadores que conserva muchas de sus casas modestas, tabernas y ambiente particular, manteniendo la imagen de la Málaga tradicional y marinera.
A la orilla oeste del Guadalmedina se situaba el arrabal urbano y la zona industrial donde obreros, jornaleros y otras clases populares eran los habitantes habituales, manteniéndose esta situación hasta bien adentrados en el siglo XX, con la excepción del barrio de El Perchel, arrabal árabe que data de un periodo anterior a la Reconquista. El éxodo rural, como en el resto de España se vino produciendo desde finales de los años 50. Se fueron suplantando huertas, vaquerías y ruinas industriales por barrios obreros poblados de forma masiva por gente proveniente de zonas rurales, atraídos por las oportunidades laborales relacionadas con el boom turístico e industrial. El resultado es el de un urbanismo mal planificado, que se realizó únicamente con intereses empresariales especulativos, aprovechando el bajo coste del suelo y buscando el máximo beneficio. Hasta bien entrado los años 90, había en estas zonas multitud de los típicos corralones, de los que aún sobreviven algunos en los barrios de El Perchel y La Trinidad.

## Los orígenes de la ciudad

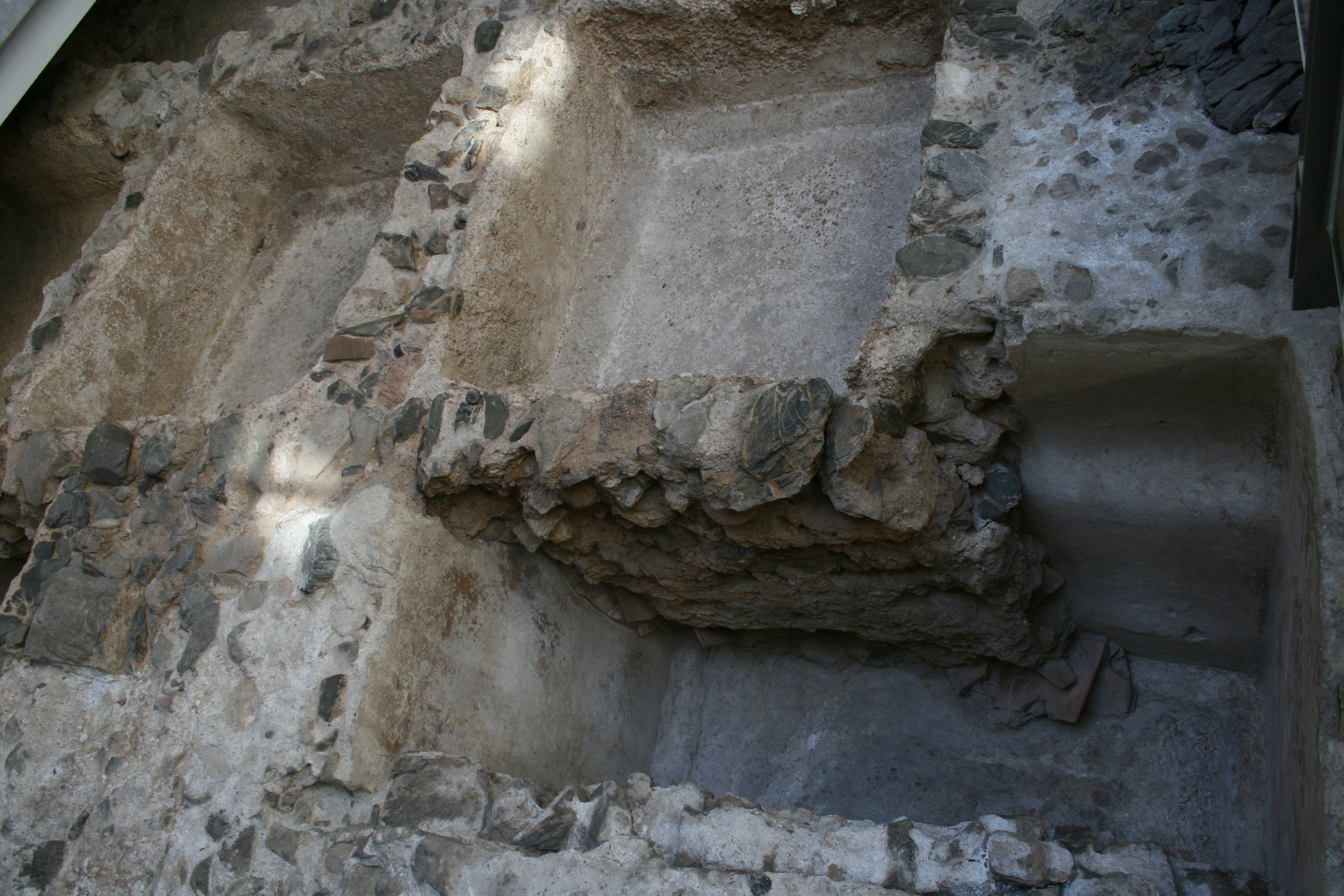
Piletas de salazones de época bajo imperial en el Rectorado de la Universidad, donde también han aparecido restos fenicios.

### Malaka fenicia
La estructura urbana anterior al asentamiento islámico es poco conocida. Se ha especulado con que Málaga es el lugar del emplazamiento de la colonia griega de Mainake, aunque no se han encontrado pruebas fehacientes que apoyen esta tesis. Sin embargo, sí se han encontrado vestigios de las civilizaciones fenicia y romana. De lo que fue la colonia fenicia de Mlk o Malaka quedan varios tramos de la muralla defensiva bajo los sótanos de algunos edificios del centro histórico, concretamente bajo el Museo Picasso Málaga y el antiguo edificio de Correos, así como restos de un santuario o templo en un solar de calle Císter.
Según datos obtenidos de excavaciones, se conoce que el asentamiento fenicio se extendía aproximadamente desde la ladera de Gibralfaro, hasta la calle Císter y los jardines de Ibn Gabirol y por el sur hasta el mar, que en la época llegaba hasta el actual edificio del Rectorado de la Universidad. La aparición de una necrópolis fenicia en calle Andrés Pérez ha permitido establecer estos los límites, ya que los pueblos semíticos tenían por costumbre ubicar los cementerios fuera de las áreas pobladas, por lo que la ciudad de Malaka debió estar restringida al área mencionada. Se trató, por tanto, de una población de pequeña entidad, que vivía de cara al mar, por lo que también se ha especulado con la posibilidad de que contara con algún tipo de instalación portuaria o un simple espigón, sin que hayan aparecido restos tangibles.

### Malaca romana
De la Malaca romana se tiene constancia de que su extensión fue considerablemente mayor a la de la ciudad fenicia, pues se conoce la existencia de una industria alfarera en el entorno de la colina de El Ejido y calle Ollerías en el siglo I. Los restos más visibles son los del teatro romano, situado junto a la alcazaba, así como algunos retazos del sistema viario y unas grandes termas públicas en el área de calle Alcazabilla en dirección calle Císter. Fuera de esta zona, la estructura y fisionomía de la ciudad romana es muy poco conocida. Se ha constatado la existencia de varios sectores funerarios en el extrarradio de la antigua ciudad, algunos de ellos situados en torno a vías de comunicación, como establecían los parámetros urbanísticos del Imperio que la ciudad adoptó varias generaciones después de la llegada de los latinos.

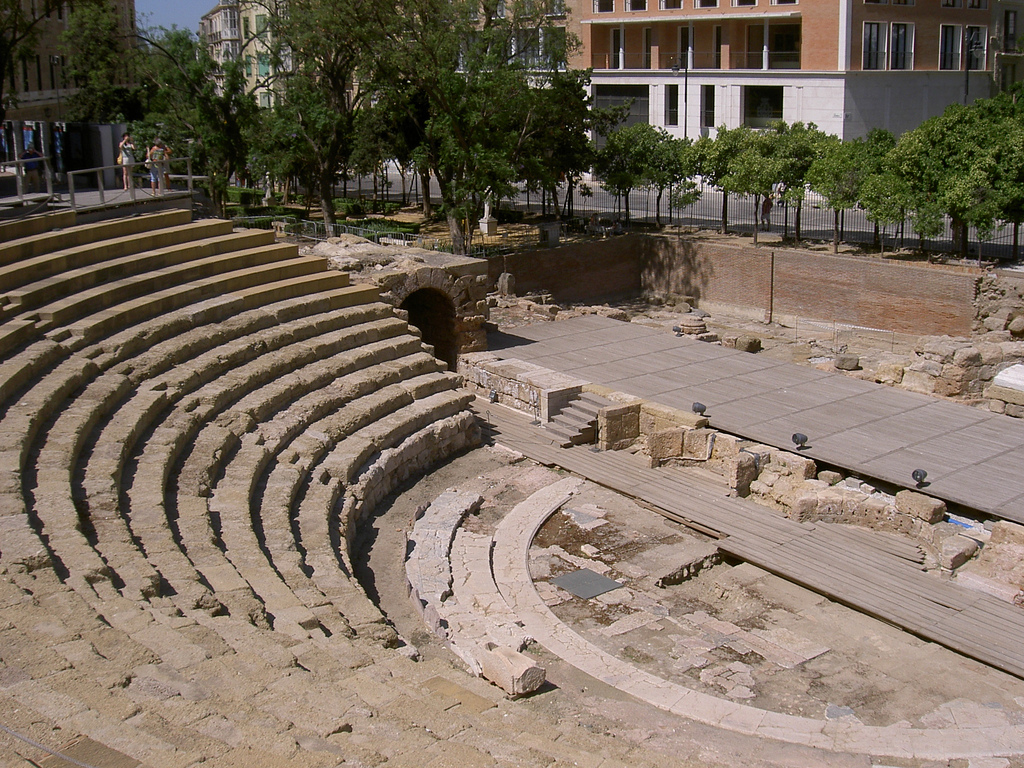
Teatro romano de Málaga.

La antigua colonia fenicia irá adquiriendo una posición excéntrica respecto a la ciudad romana a medida que esta se expande hacia el norte y el oeste. El foro de la ciudad romana no se ha identificado aún. Se baraja la posibilidad de que se encuentre bajo el palacio de la Aduana o calle Alcazabilla o, más improbablemente, en la zona de la plaza de la Merced o de la plaza de la Constitución. Por el contrario, sí se han identificado algunas áreas donde prevalecían las funciones domésticas. En la ladera sur de Gibralfaro, se han encontrado los restos de una villa en los actuales jardines de Puerta Oscura y al norte de la plaza de la Constitución han aparecido diferentes muestras de antiguas viviendas, sobre todo alrededor de las calles de Santa Lucía y San Telmo. El crecimiento hacia el norte y el oeste del núcleo original fenicio también queda constatado por la evolución de los emplazamientos funerarios. Así, se observa el desplazamiento de la necrópolis de calle Beatas hacia el suroeste de la misma para el siglo II, extendiéndose hacia la zona del Teatro Cervantes y calle Frailes en la época bajoimperial.
Bajo la dominación romana Malaca continúa con la elaboración de conservas y salazones iniciada por los fenicios, cuyos restos se esparcen por todo el hinterland de la ciudad. En los alrededores de calle Beatas hubo una factoría de salazones de ocho piletas datada a finales del siglo II. La actividad productiva de esta zona se complementaba con los hornos de cerámica encontrados en calle Carretería y el basurero asociado en calle Álamos, y se expandió más al norte y al oeste, hacia calle San Juan de Letrán y calle de la Compañía.
Respecto al sistema defensivo, se tiene constancia del trazado de la muralla tardo romana, de la que han sobrevivido restos bajo los números 17 y 19 de Cortina del Muelle, a lo largo de calle Molina Lario y plaza del Obispo y calle Strachan, así como tres puntos en el sector oeste del casco antiguo. Pero la ciudad romana no se restringió a la zona fortificada. Se extendió extramuros según indican algunas muestras detectadas en calle Pozos Dulces, muy cerca ya del cauce del Guadalmedina.

### Malaca bizantina y visigoda
Durante el periodo de dominación bizantina, iniciado a mediados del siglo VI, se mantiene la estructura de la ciudad romana. En el área de las calles Molina Lario y Strachan se situaron las naves de almacenamiento de los productos destinados a la exportación, coincidiendo con la línea de costa de la época, según se ha podido saber gracias a un fondeadero descubierto en calle Camas. También se han detectado restos de la presencia bizantina al otro lado del Guadalmedina.
Con la llegada de los visigodos y la crisis generalizada en el Mediterráneo, se inicia un periodo de feudalización propiciado por la desaparición del garum y la inseguridad creciente. La población huyó a los montes de forma masiva. Con el abandono de la ciudad, desaparece el puerto hacia el siglo VII y no será hasta la llegada de los árabes cuando Málaga se recupera.

## La ciudad musulmana

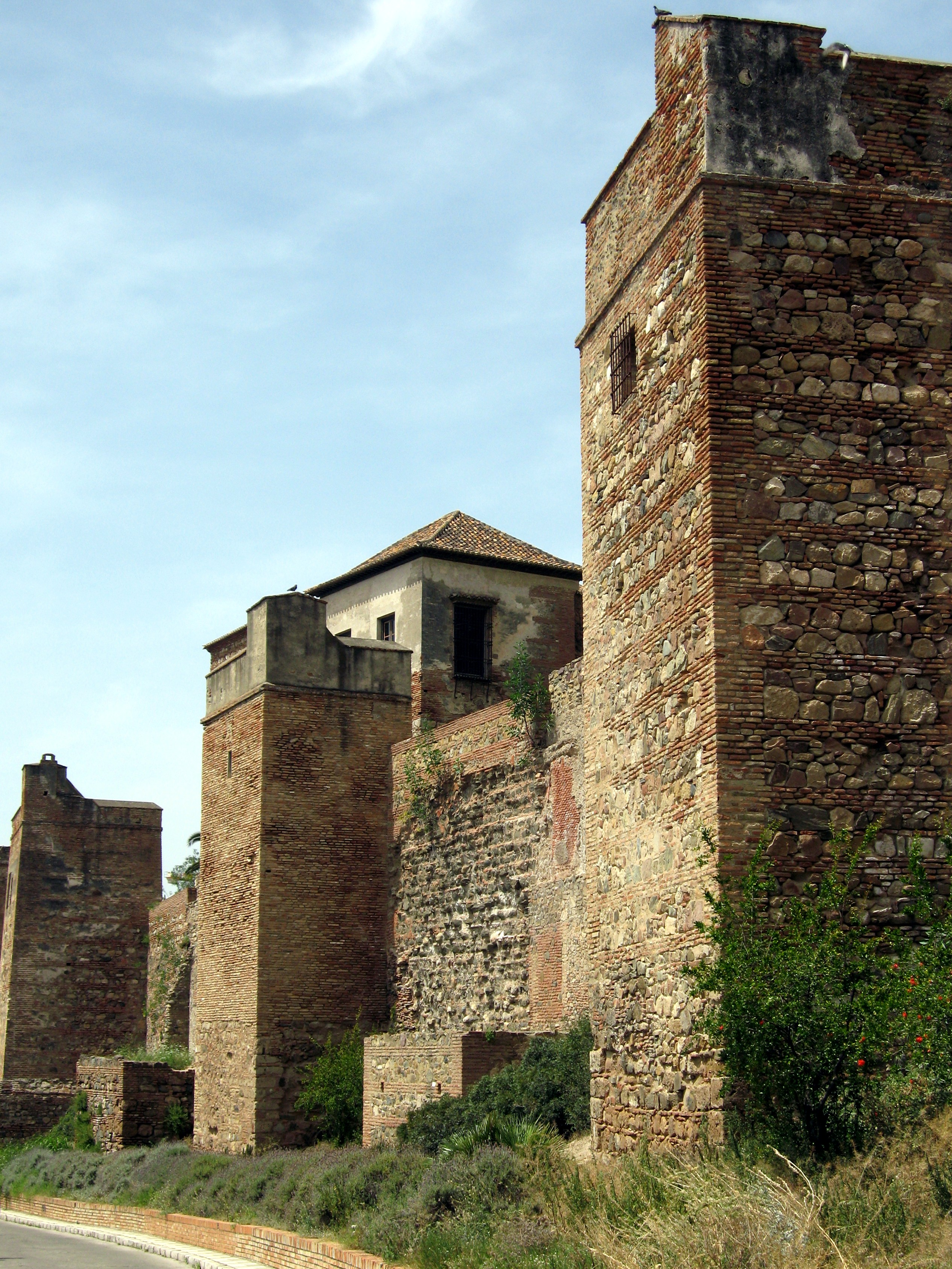
Murallas de la alcazaba.

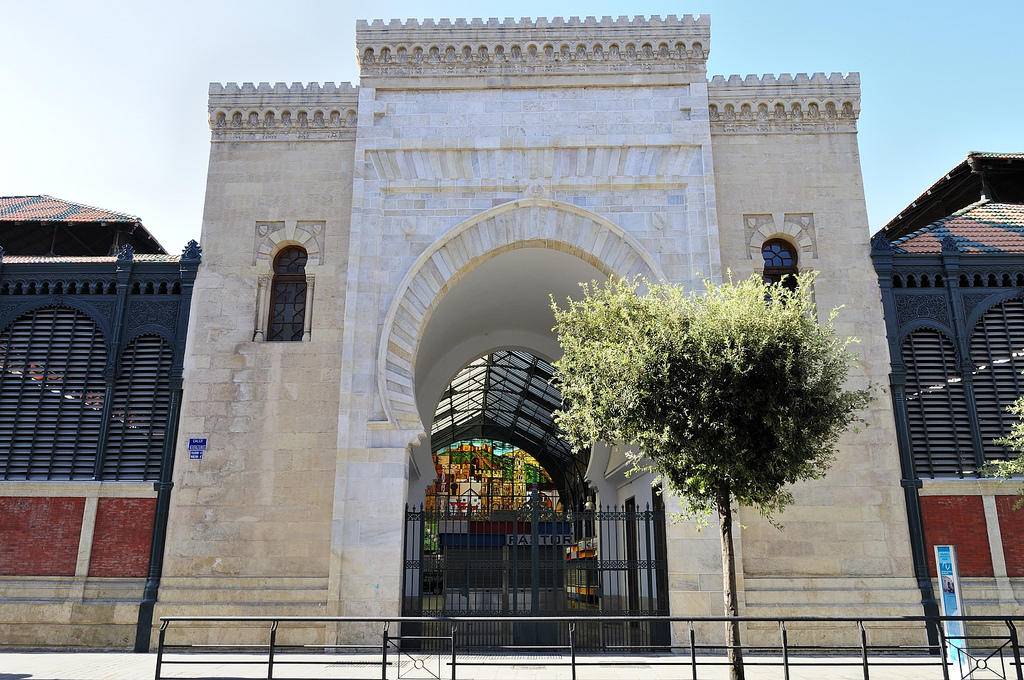
Puerta nazarí de las atarazanas.

En el año 743, los árabes entran en la ciudad, a la que llaman Mālaqa (مالقة). Su importancia entonces no es mayor que la de otros asentamientos vecinos como Bezmiliana o Archidona, capital de la cora de Rayya, demarcación administrativa que se estableció en el territorio correspondiente a la actual provincia de Málaga. Con el establecimiento del Califato de Córdoba en 929 y ya como capital provincial, Mālaqa adquiere mayor importancia, que se incrementa bajo la dinastía de los Hammudíes, alcanzando su máxima expansión durante la época nazarí.

### Medina
La morfología de la Mālaqa nazarí corresponde al modelo clásico del urbanismo islámico medieval, constituido por la medina, el castillo y los arrabales. El perímetro amurallado de esta época rodeaba los que en la actualidad se considera el centro histórico. El eje central de la medina unía la alcazaba con la puerta de Antequera, conectando la plaza de las Cuatro Calles (en la actualidad plaza de la Constitución), el zoco y la mezquita mayor. La ciudad se configura en trazados transversales a este eje central, destacando el eje de calle Granada, que se extendía desde la citada plaza hasta la salida del camino real de Granada, a través de la puerta homónima, y que concentraba varias mezquitas y casas señoriales. El restante sistema viario se caracterizaba por su trazado sinuoso de calles estrechas, de las que algunas han perdurado hasta hoy, como es el caso de calle Ascanio.

### Alcazaba y castillo
La alcazaba se comenzó a construir en 1065 por orden del rey Badis y fue ampliada en época nazarí. Se sitúa en el lado oriental de la medina y está rodeada por tres murallas. El recinto exterior albergaba la plaza de armas y contenía los accesos a la medina. En el recinto interior se situaban las dependencias palaciegas y un pequeño barrio intramuros. La alcazaba estaba comunicada con el castillo de Gibralfaro a través de un camino protegido por una doble muralla o coracha, utilizada para el suministro de alimentos de los soldados. El castillo adquiere su fisionomía definitiva durante el reinado de Yusuf I (1333-1354), aunque algunas de sus partes estas datadas en épocas anteriores. Consta de dos recintos amurallados y dos áreas interiores: la alta, donde se encontraba la mezquita del castillo, un pozo de origen fenicio, baños y la torre mayor; en la zona baja se situaban las caballerizas y la residencia de la tropa.
Complementando el sistema defensivo de la ciudad existían una serie de torres vigías esparcidas por el actual término municipal y municipios vecinos, de las que aún se conservan la torre del Prado, también conocida como torre de Fajardo o torre de Campanillas, situada junto al barrio de Colmenarejo; la torre de la Quirosa o de la Alhaja, en la zona de Los Almendrales; y la torre de los Verdiales, en la zona del mismo nombre. De las torres de Cerrado de Calderón, de San Telmo, de San Isidro y del Río, solo quedan algunos restos. Otras torres aún en pie son de origen cristiano.

### Murallas
La muralla de la medina comenzó a levantarse en época califal. Arrancaba desde la alcazaba en línea recta hasta la puerta de Granada, sin envolver a la alcazaba. Continuaba por el lado sur de la plaza de la Merced y calle Álamos, desde donde partía el muro que rodeaba al arrabal de Fontanella. Seguía por calle Puerta de San Buenaventura, entrada al mencionado arrabal, y calle Carretería hasta la puerta de Antequera. Desde este punto, la muralla se extendía paralela al río Guadalmedina hasta adosarse a las Atarazanas. Proseguía hasta el castillo de los Genoveses, situado en la actual plaza de la Marina, y por Cortina del Muelle hasta alcanzar de nuevo a la alcazaba.
El recinto amurallado se abría al exterior a través de varias puertas. Las mencionadas puertas de Granada (Bab al- Funtanalla), San Buenaventura y de Antequera (Bab al- Jawja), situadas en el lado norte, siendo la última la principal entrada a la ciudad. Por el lado del río se abría la puerta del Puente. Al sur, las puertas del Mar (Bab al- Bahr), Baluarte, Espartería (Bab al- Faray) y de los Siete Arcos. Y por último las puertas Oscura y de la Caba, que comunicaban la medina con la alcazaba.

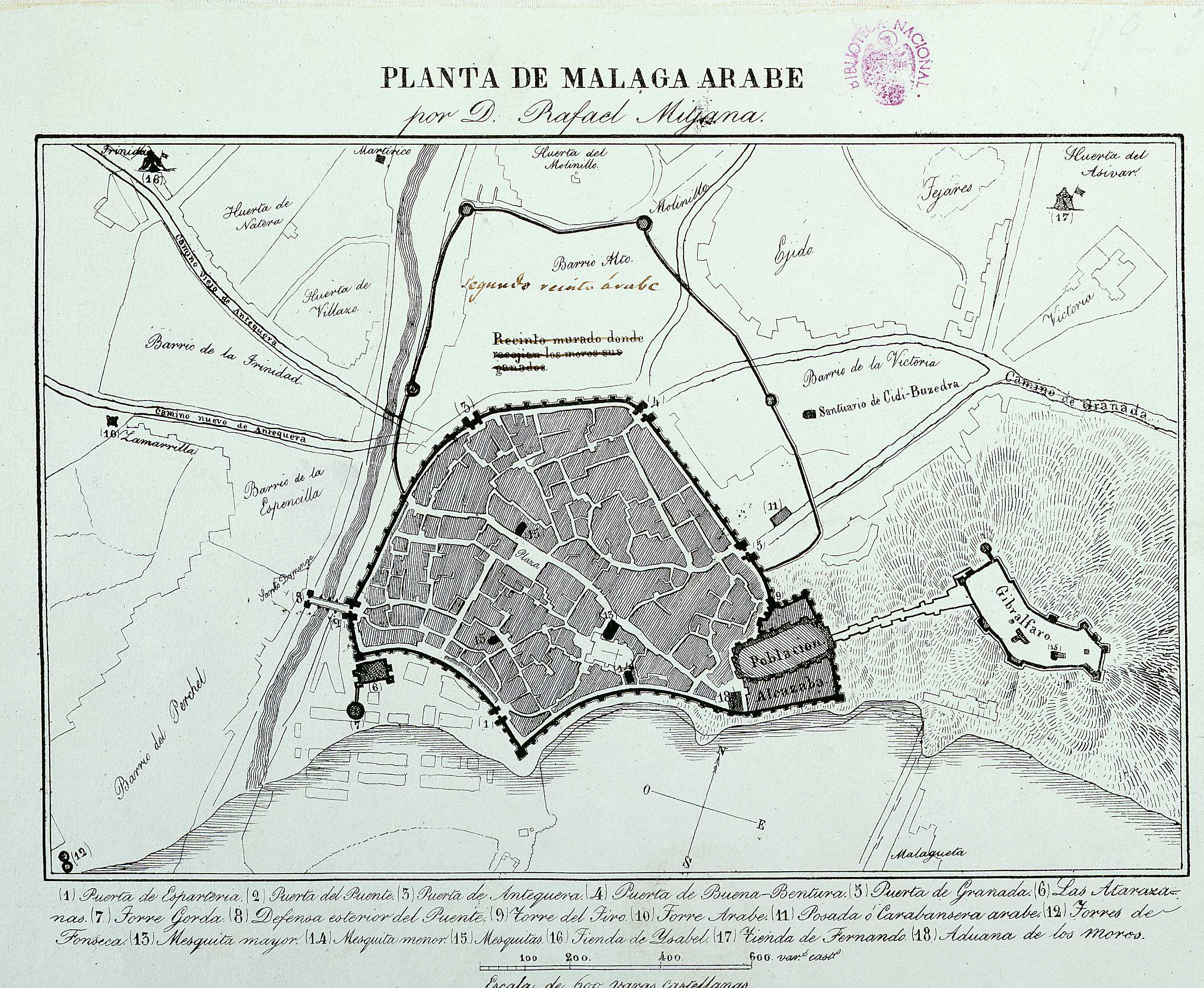
Plano de la Málaga árabe, según el arquitecto Rafael Mitjana.

### Arrabales
Toda la zona urbana estaba rodeada de huertas y arboledas y dos arrabales. Además, también se ubicaban en el exterior algunos cementerios, algunas juderías y los establecimientos comerciales de extranjeros, entre los que destacaba el de los genoveses, que disponían de un castillo junto al puerto desde 1278. El arrabal de Fontanalla, el más poblado, se extendía al norte de la medina, entre las actuales calles de Frailes, Refino, Postigo, Cruz del Molinillo y Gigantes, abarcando los actuales barrios de La Merced y San Felipe Neri y casi toda La Goleta. Estaba a su vez protegido por un muro menor a lo largo de todo su perímetro y dedicado a la fabricación de cerámica, como atestigua la toponimia de algunas calles actuales, como calle Ollerías. Según se desprende de los documentos de los Repartimientos, este arrabal se componía de varias zonas, abarcando otros pequeños arrabales como el arrabal de la puerta de Granada y el arrabal de la puerta de Antequera, así como una zona de huertas y otra para guardar ganado. Además, contaba con todos los servicios propios de la medina, como mezquitas, baños y escuelas. Las actividades alfareras, de herencia romana, se desarrollaron gracias a la disposición de materia prima y abundancia de agua y se expandieron hacia el norte y el oeste del arrabal. El muro defensivo contaba con varias torres y, posiblemente, con dos puertas: la puerta del Alcohol, que comunicaba al arrabal con el cementerio de Yabal Faruh, y otra en la calle Postigo de Juan Boyero, hacia el camino de Casabermeja.
Al otro lado del río, se situaba el arrabal de los mercaderes de la Paja o arrabal de Attabanim, correspondiente al antiguo barrio de El Perchel. Este arrabal comenzó a tomar forma durante la época hammudí, habiendo estado anteriormente ocupado por huertas y pequeñas estructuras para su explotación. Se ha constatado la extensión del arrabal hacia el norte hasta la calle de La Trinidad y al sur, hasta la playa, donde han aparecido restos de una muralla. Tenía un trazado de planta ortogonal, con viviendas organizadas en torno a patios con pozo, y contaba con canalización de abastecimiento y desagüe, así como mezquitas y baños. Las actividades principales correspondían a la industria tintorera y del cuero y las agropecuarias. Se tiene constancia de la existencia de una residencia real del período almohade destruida durante el asedio castellano, llamada Qars al-Sayyid, y situada junto a la actual Iglesia de Santo Domingo, y de la torre de Zamarrilla, situada en calle Mármoles.

## La ciudad conventual

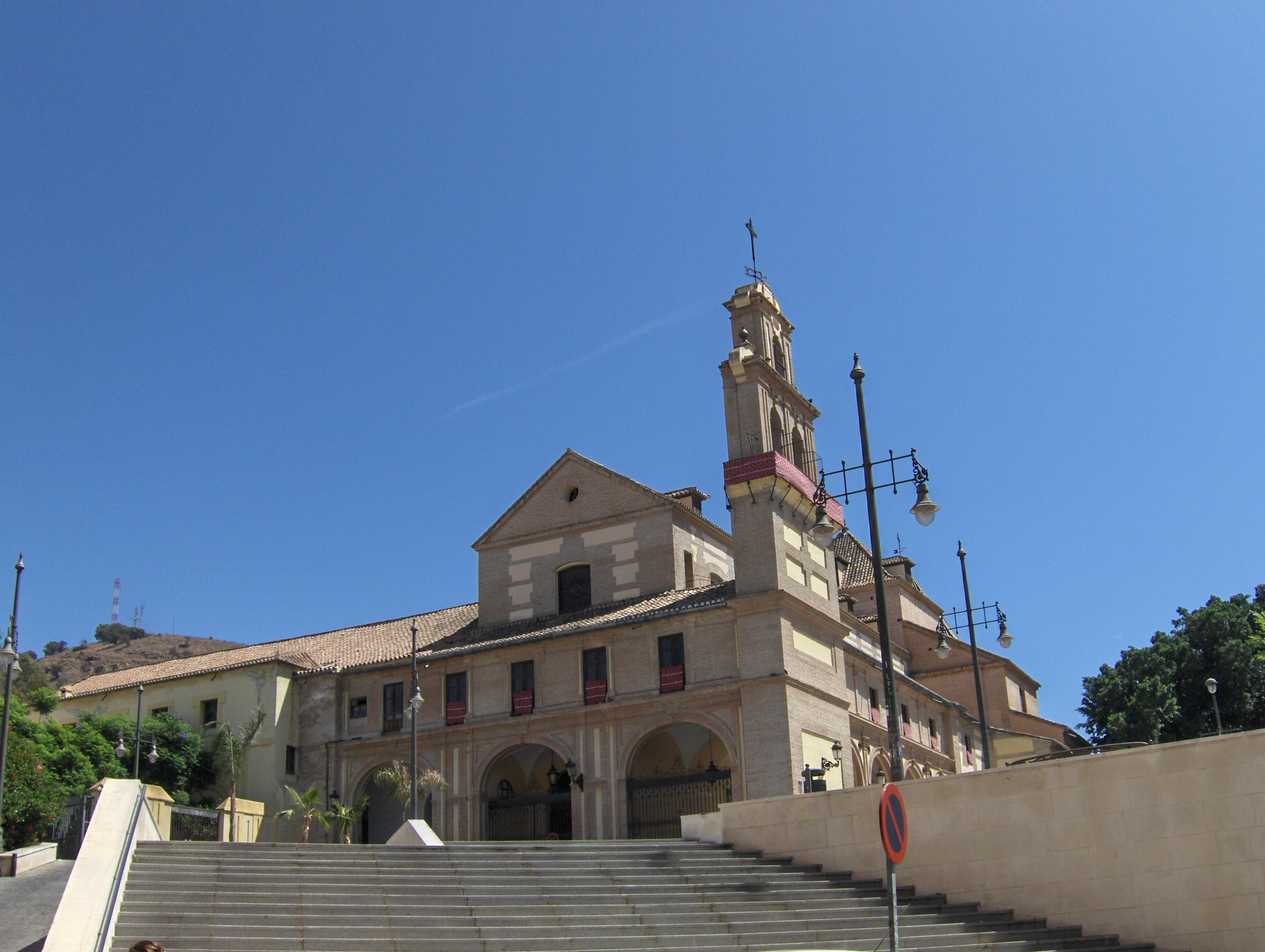
Santuario de la Victoria.

Bajo la dominación castellana, la ciudad experimenta un cambio de usos y funciones, pero las modificaciones del trazado urbano son muy limitadas y se reducen prácticamente a la apertura de calle Nueva. Trazada en 1491, esta vía, estrecha para los estándares actuales, fue pensada para facilitar el tránsito de mercancías entre la puerta del Mar, en el puerto, y la puerta de Antequera, situada al noroeste de la zona amurallada, que constituía la entrada principal de los productos agrícolas de las huertas del interior y alrededor de la cual se ubicaban los almacenes.
Con el cambio de administración, las mezquitas comienzan a ser sustituidas por iglesias. Sobre los cimientos de la mezquita mayor se empezó la construcción de la Catedral de Málaga, cuyo arquitecto fue Diego de Siloé. Proliferan las iglesias y conventos dentro del perímetro amurallado, como son las de San Juan, los Mártires y Santiago. La primera orden religiosa que se asentó en Málaga fue la de los Observantes de San Francisco en 1489, bajo el patrocinio de los Reyes Católicos. Estos fundaron un convento a extramuros de la ciudad, junto al Guadalmedina, al que llamaron San Luis el Real. A este le siguieron el convento de los Ángeles, también de la orden franciscana, y el convento de las Clarisas de la Concepción, construido en 1505.
Asimismo, una serie de órdenes religiosas erigieron sus conventos fuera del recinto amurallado, dando lugar al establecimiento de vías de comunicación de trazado radial desde la ciudad hasta los nuevos conventos. Dos de estos se construyeron en los lugares donde se instalaron los campamentos de los Reyes Católicos durante el asedio a la ciudad. El convento de la Trinidad se ubicó en el lugar donde estuvo el campamento de Isabel de Castilla, mientras que el convento de la Victoria se situó en el antiguo campamento de Fernando de Aragón. Los restantes conventos que dieron origen al sistema radial de caminos fueron el convento de Capuchinos, el convento de Santo Domingo y el convento de San Andrés.
Con el paso del tiempo, las iglesias y conventos construidos fuera del recinto amurallado empiezan a aglutinar población, dando lugar a la formación de nuevos barrios extramuros que a menudo tomaron el nombre de estos conventos e iglesias, como es el caso de los barrios de La Trinidad o Capuchinos. La expansión de las órdenes religiosas continuó durante todo el siglo XVI y para el siglo XVII, un tercio de la ciudad estaba ocupada por instituciones religiosas. Se contaban entonces 15 conventos o monasterios de hombres y 9 de mujeres. Por el contrario, los únicos edificios civiles importantes eran los hospitales de San Juan de Dios, Santo Tomás y San Julián, el Consulado, la Alhóndiga y la Casa del Cabildo.
Un elemento característico de las ciudades españolas de esta época lo constituyen las cruces de humilladero o de término. En Málaga existieron cuatro de ellas, situadas en los confines de la ciudad, a la salida de los caminos reales. De estas, solo se conserva la de la plaza de la Cruz del Humilladero, entonces situada en medio de un descampado donde se cruzaban el camino de Cártama y el de Churriana. Las restantes cruces estaban situadas en el camino real de Vélez-Málaga, en el llamado humilladero de La Caleta; en el camino de Granada, en la Huerta del Acíbar, junto a la colina de El Ejido; y en el humilladero de Zamarrilla, en la actual calle Mármoles, antiguo camino de Antequera.

## Transformaciones de la Ilustración

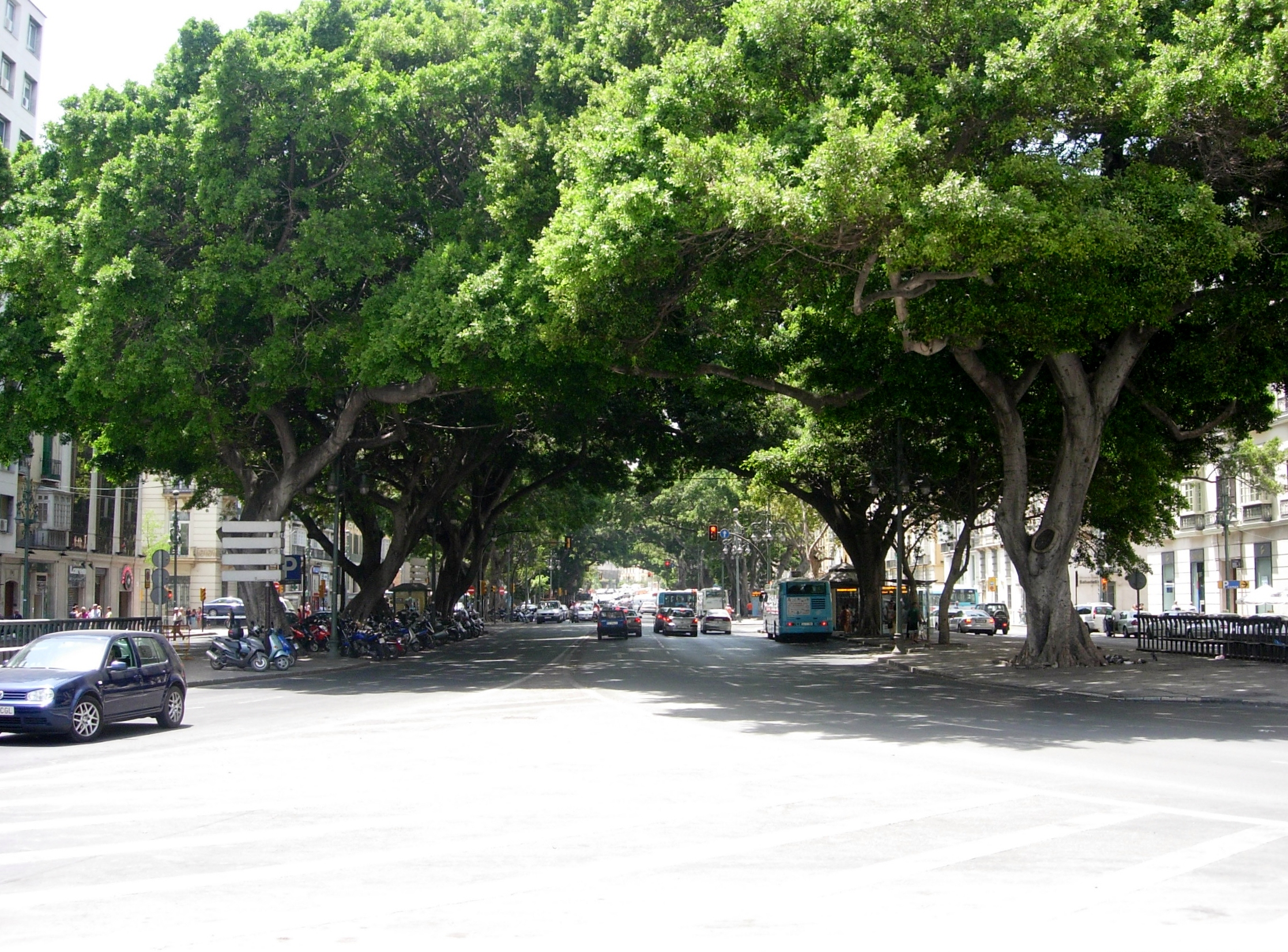
Alameda Principal.

Durante el siglo XVIII, la ciudad experimenta una fase de expansión económica y demográfica basada en el comercio portuario, especialmente intensa a partir de la tercera década del siglo. La ciudad se expande en varias direcciones, especialmente en las áreas de la playa de San Andrés, Capuchinos, La Trinidad y La Caleta. Con el cambio de dinastía en la corte, se introducen nuevos conceptos urbanísticos en España y surge una preocupación por el embellecimiento del entorno urbano que en Málaga se manifiesta en la creación de espacios amplios de formas geométricas y la proliferación de viviendas palaciegas. En esta época se construyen la Aduana, el Palacio Episcopal la plaza del Obispo y el edificio de la Sociedad Económica de Amigos del País, y comienza la paulatina demolición de las murallas.

### Creación de la Alameda
Pero el gran proyecto de esta centuria fue la creación de la Alameda, gran paseo arbolado entre la ciudad antigua y el barrio de Pescadería del puerto. Es coetáneo a otros grandes proyectos acometidos en España como el Salón de Granada, la Apodaca de Cádiz, la Alameda de Hércules de Sevilla o el Paseo del Prado de Madrid. El proyecto se debe al ingeniero López Mercader, quien lo presentó en 1783. Originalmente, el proyecto planteaba un trazado paralelo al sector sur de la muralla defensiva, aunque posteriormente se decidió la demolición de las murallas para dar mayor amplitud al paseo. La Alameda se convirtió en el principal punto de encuentro de la sociedad de la ápoca y durante el siguiente siglo fue ampliada y decorada con fuentes, estanques y esculturas y se derribó el antiguo castillo de San Lorenzo, situado junto al Guadalmedina, dando lugar a la apertura de la perpendicular Alameda de Colón. La alta burguesía mercantil, la llamada oligarquía de la Alameda, la convirtió en su lugar de residencia, construyendo sus viviendas señoriales a ambos lados del nuevo eje.

### Grandes obras de ingeniería
Asimismo, se realizan una serie de obras de ingeniería que beneficiaron a la ciudad, notablemente, el encauzamiento del río y la ampliación del puerto. Después de un largo período de paralización de los trabajos, Felipe V en 1717 encargó al ingeniero flamenco Bartolomé Thurus la confección de un proyecto de ampliación del puerto, que satisficiera las necesidades tanto comerciales como de defensa de la población. Este proyecto consistía en prolongar el dique de Levante, poniéndole al final una linterna como se llamaba entonces, y la construcción de un muelle comercial llamado Muelle de Poniente, con una batería en los morros llamada fuerte de San Felipe. Las obras continúan con intermitencias a lo largo de todo el siglo. En 1775 se ampliaron los almacenes de Atarazanas y un año después se construye un Lazareto.
La prosperidad y expansión demográfica del último cuarto del siglo, acreció el problema histórico del abastecimiento de agua que se hizo acuciante tras un período de sequía. Para solventarlo, se impulsó la construcción de un acueducto que tomando agua del río Guadalmedina la acercó a la población en un recorrido de casi 11 kilómetros, a través de los cuales también aportaba el elemento para riego agrícola y fuerza motriz en los molinos. Una Real Orden de Carlos III en 1782 autorizó la construcción y el 7 de septiembre de 1784 el agua llegaba en Málaga al arca principal situada en la calle Refino. El encargado del proyecto y dirección de la construcción fue el arquitecto José Martín de Aldehuela, que hizo una obra además de sentido práctico y de elevado interés técnico, cargada de intención estética, evidente tanto en la nobleza de las puras formas como en el empleo de distintos materiales constructivos y la aplicación, incluso, de revocos con color.
La intensa tala de árboles de la cuenca del río Guadalmedina a partir de la segunda mitad del siglo XV tuvo como consecuencia la permanente amenaza de inundaciones en la ciudad, que a lo largo del siglo XVIII fueron muy numerosas. A las crecidas del río Guadalmedina se unían las de los arroyos de Barcenillas, La Manía, Calvario y Olletas en la zona de la calle Victoria y calle Carretería, produciendo grandes tragedias. La inundación de 1764 fue especialmente dramática y propició la realización de proyectos que proponían el desvío del cauce del Guadalmedina hacia poniente, así como la construcción de muros de contención y otras medidas para contener las crecidas. El desvío no se llevó a cabo por su elevado coste, no obstante, se construyeron muros de contención para proteger las zonas más bajas.
Finalmente, cabe mencionar las mejoras acometidas en los principales caminos de la ciudad. En esta época era especialmente importante el camino de Málaga a Vélez-Málaga, ya que gran parte de las pasas y vinos que se exportaban a través del puerto de Málaga provenían de la Axarquía. También se realizaron mejoras en el camino hacia Torremolinos y se creó una vía alternativa al camino de Antequera, el llamado camino del Colmenar.

## La ciudad burguesa

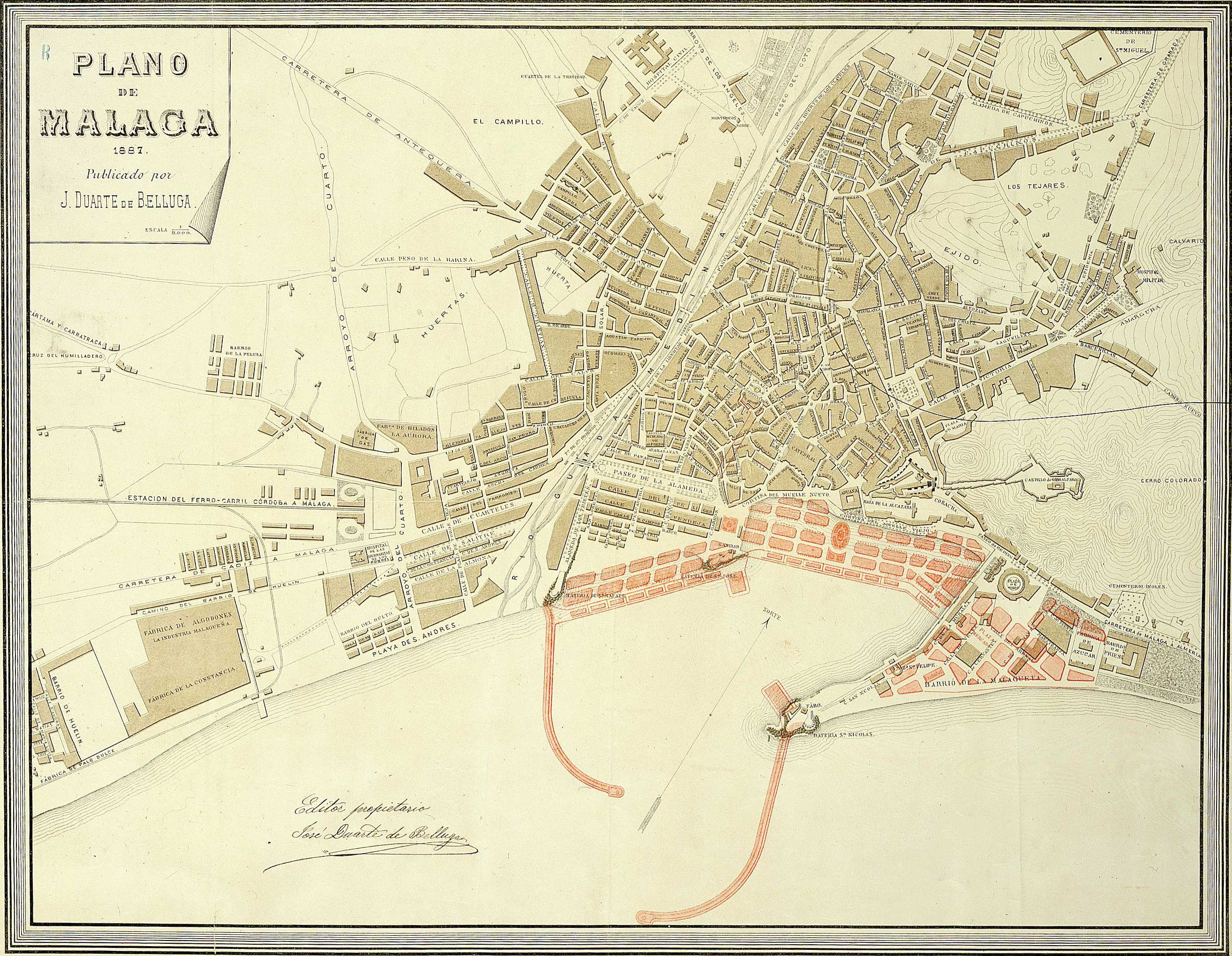
Plano de Málaga en 1887 en el que se muestran los proyectos de ensanches y reformas interiores.

En el siglo XIX, se produce un crecimiento demográfico y una notable transformación morfológica y tipológica del centro histórico impulsada por las desamortizaciones y el desarrollo de la industria textil y metalúrgica. De esta época se conservan numerosas edificaciones y el eje principal del casco antiguo, calle Larios, proyectada por el ingeniero José María de Sancha. El diseño de los inmuebles que encierran la calle es obra de Eduardo Strachan Viana-Cárdenas, quien introdujo en la ciudad el estilo de la Escuela de Chicago, pero con el aire europeo de los bulevares de Haussmann.

### Efectos de las desamortizaciones
La incorporación al mercado inmobiliario de las grandes propiedades de las instituciones religiosas con motivo de las sucesivas desamortizaciones tuvo un gran efecto en el sistema viario del centro histórico y del antiguo arrabal de Fontanalla, entonces llamado Barrio Alto. Las nuevas manzanas requerían de un sistema viario que las articulara y las integrara en el resto del entramado urbano. La demolición del convento de Santa Clara en 1890 resultó en la apertura de las calles Molina Lario y Duque de la Victoria, así como la nueva alineación de la calle Santa María y la creación de la plaza del Siglo. El convento de San Bernardo dio lugar a las calles de Denis Belgrano, Niño de Guevara y Méndez Núñez, que se abrió en 1871. En el solar del convento de Santa María de la Paz se construyeron las Casas de Campos y el pasaje homónimo, formando la actual fachada norte de la plaza de la Merced, donde se ubica la casa natal de Picasso. En esta misma plaza, el derribo del convento de la Merced permite la liberación de toda la zona del Teatro Cervantes.
En el sector oeste del centro, el convento de San Pedro de Alcántara dio lugar en 1837 a la construcción de las plazas del Teatro y de San Pedro de Alcántara y el ensanche de calle Comedias. La demolición del convento de San Francisco permitió la creación de la plaza de San Francisco y el trazado de las calles de Don Rodrigo, de los Cristos y Gigantes. La calle Luis de Velásquez y la alineación de la calle del Ángel surgen con la demolición del convento de las Religiosas Dominicas del Ángel, y la calle Sánchez pastor, con el derribo del convento de las Carmelitas. Por su parte, el convento de las religiosas agustinas descalzas dio lugar al pasaje Chinitas en un lateral de la plaza de la Constitución, y el convento de las Capuchinas, a la calle Echegaray, abierta en 1876.
En los solares liberados por las desamortizaciones se desarrolla una arquitectura burguesa, elegante y homogénea, que aún en la actualidad caracteriza a buena parte del centro histórico. No se levantan en estas zonas las grandes mansiones de la aristocracia y la alta burguesía, que se asientan en el zona este de la ciudad, sino que se instalan los pequeños burgueses de una incipiente clase media decimonónica, con preferencia por la arquitectura soberbia de inspiración neoclásica. Generalmente se construyen edificios de tres plantas con bajo y ático y esquinas redondeadas.

### Calle Larios

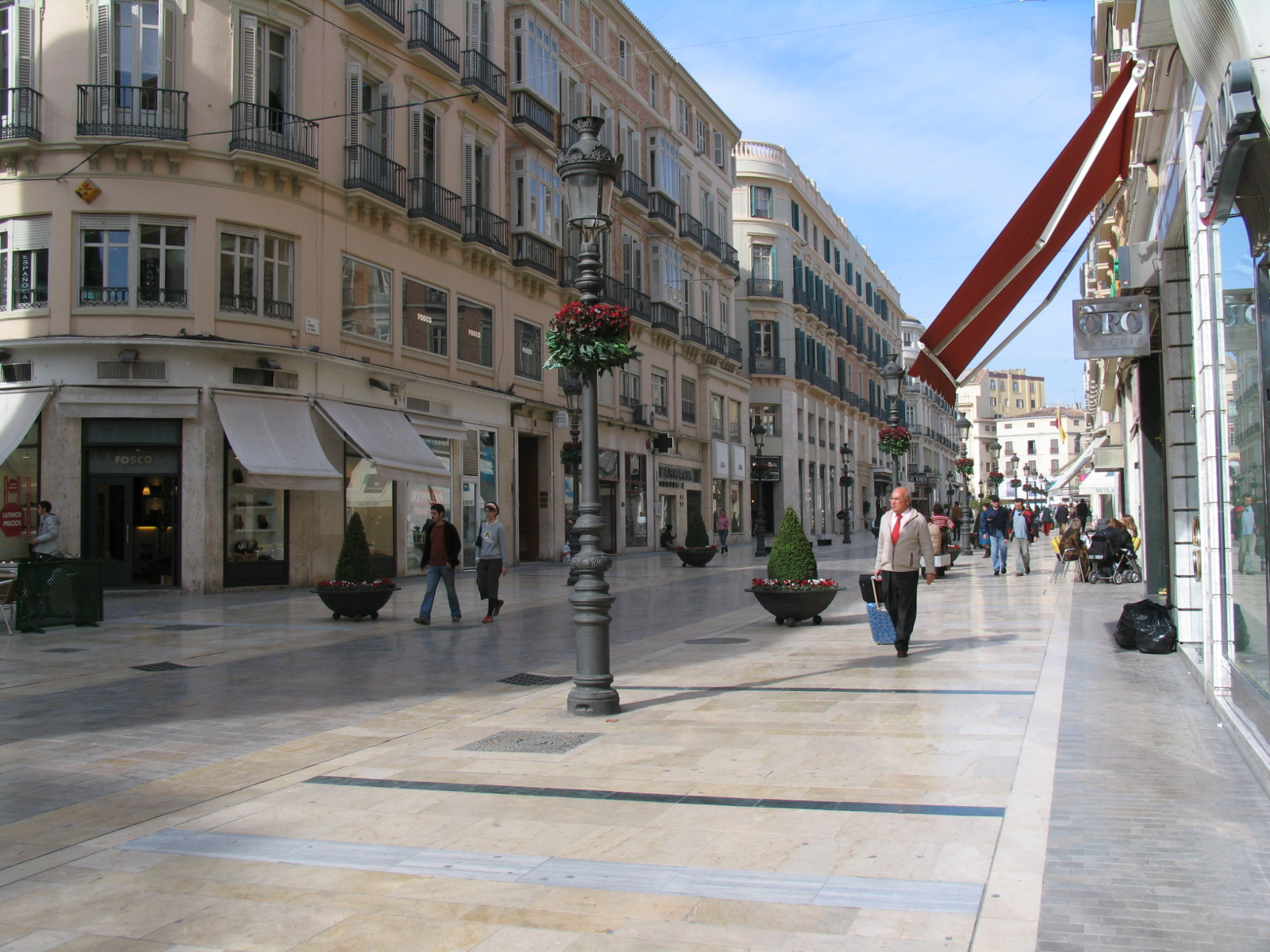
Calle Larios.

Una virulenta epidemia de cólera sucedida en 1833 volvió a poner en evidencia la necesidad de mejorar las condiciones sanitarias del centro de la ciudad que ya se habían manifestado en el pasado siglo (véase: Pandemias de cólera en España). El plan de Ensanche de 1859 del arquitecto José Moreno Monroy contemplaba la apertura de una gran calle desde la plaza de la Constitución hasta el Boquete del Muelle, situado en los inicios del actual parque, pero la financiación necesaria fue denegada por el Gobierno Central y no fue hasta 1878 cuando un nuevo proyecto del ingeniero José María de Sancha propone la apertura de tres nuevas calles, de las cuales una sería la futura calle Larios, de la que se encargó el arquitecto municipal Joaquín de Rucoba.
Ese mismo año, el plan fue aprobado por el ayuntamiento, que recurrió a la creación de una sociedad anónima para su financiación. Sin embargo, la sociedad fue incapaz de llevar a cabo el proyecto y en 1886, la casa Larios asume la realización de la nueva calle y de las doce manzanas de edificios a sus lados. Toda la obra fue finalizada en 1891, apenas cuatro años después del relevo de la Casa Larios, y se remató con detalles innovadores, como un pavimento especial de madera que aminoraba el ruido de los carruajes de caballos, que no obstante, desapareció por los efectos de la gran riada de 1907.

### Impacto de la industrialización
El despliegue de la actividad industrial comenzado con la instalación de la ferrería de La Constancia en 1826 se extendió a otros sectores, especialmente al textil y algodonero, pero también a aguardientes, químicas, conservas, litografías, jabones, etc. Estos nuevos usos tuvieron su zona preferente de expansión en la margen derecha del Guadalmedina, es decir, al oeste de la ciudad, y determinan la conversión del antiguo barrio de pescadores de El Perchel en un barrio obrero, a partir del cual se extenderán nuevos barrios proletarios en dirección oeste. También el barrio de La Trinidad sintió los efectos de este fenómeno, aunque mantuvo un carácter más agrícola con cortijos como Suárez o Gamarra.
Aunque es desde la década de 1830 cuando la ciudad experimenta esta intensa industrialización, no fue hasta los años 1860 cuando las condiciones de hacinamiento de la mayor parte de la población hacen patente la necesidad de extender la ciudad más allá de los tradicionales límites urbanos. El Plan de Ensanche de 1861 no preveía apenas nuevos espacios para urbanizar y no resolvía las tensiones derivadas de una ciudad en rápido crecimiento. En la zona del oeste se asentaban hacia esa fecha siete fábricas metalúrgicas, textiles y químicas que requerían del trabajo de más de 4000 obreros a diario. Con el transcurrir de la década, el número de fábricas aumentó hasta doce y consecuentemente aumentó el número de obreros que a diario se trasladaban a la zona.

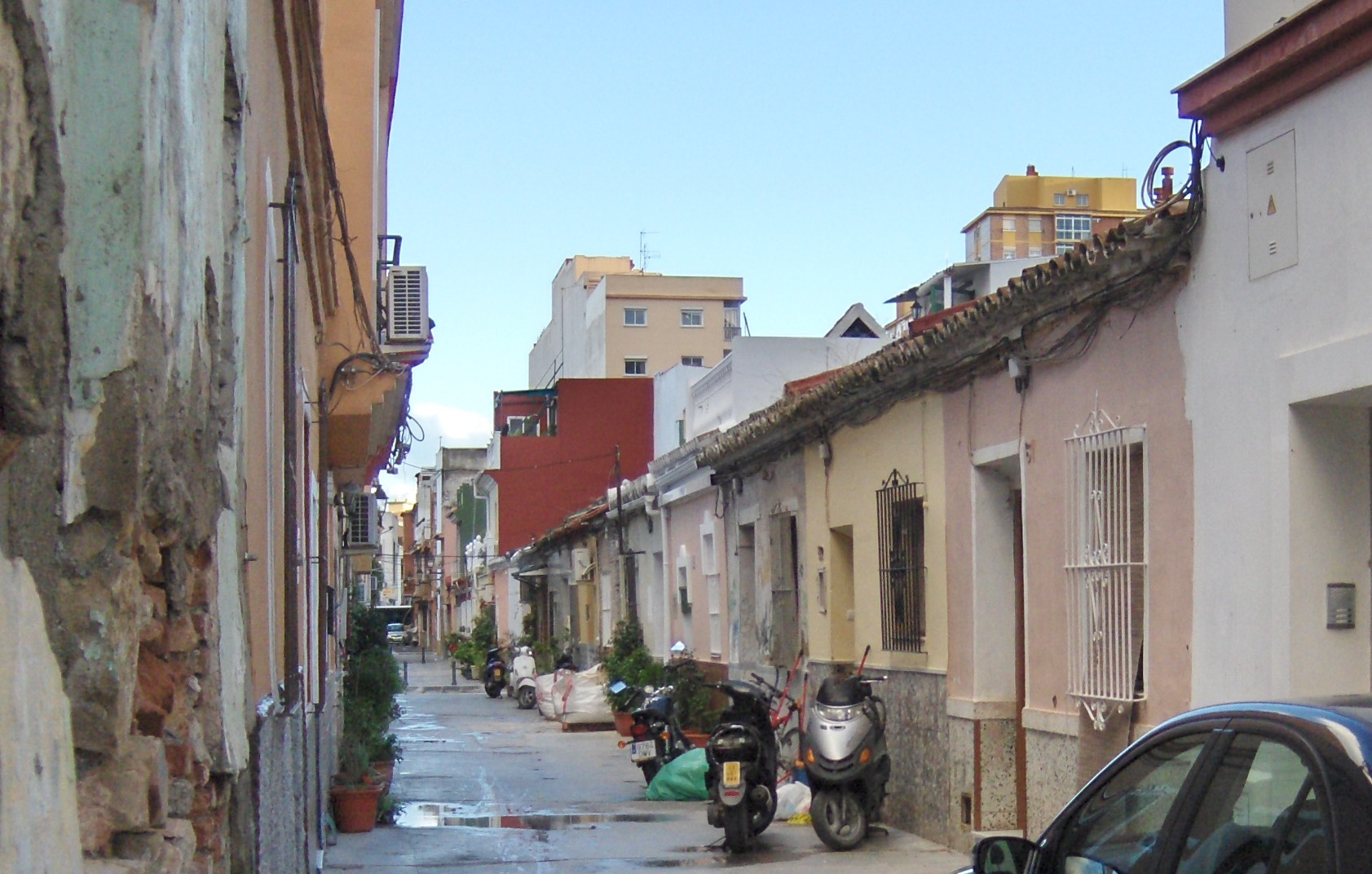
Calle Villarroel, en la que aún se conservan algunas viviendas del proyecto original del barrio obrero de Huelin.

Los primeros barrios obreros de la zona industrial consistían en los típicos corralones en los que se hacinaban los trabajadores en condiciones extremas, como era el caso del barrio de El Bulto, promovido por Manuel Agustín Heredia en 1851. El primer proyecto para paliar esta situación vino de la mano del industrial Eduardo Huelin Reissig, quien presentó en 1868 el proyecto del barrio obrero de Huelin en una zona junto a las fábricas, fuera de los ensanches previstos. El proyecto pretendía el establecimiento de casas baratas para la clase obrera a gran escala, por lo que se hubo que redactar un plan para la construcción de toda una nueva barriada. Fue un proyecto revolucionario y posteriormente se inspiraron en él los diseños para otros barrios como el de La Pelusa, el ensanche al norte de La Trinidad o al norte de El Molinillo.
El proyecto tenía como objetivo la mejora de las condiciones de vivienda de los obreros, pero también hacer desaparecer los dos lugares en los que estos socializaban y donde se propagaban las ideas del movimiento obrero: la taberna y el patio de vecinos del corralón, considerados como lugares inductores al comportamiento "desviado". De esta forma, se concibe un proyecto de viviendas unifamiliares, agrupadas en pequeñas manzanas en cuyas esquinas se colocan las únicas viviendas de dos plantas, destinadas a los capataces. El proyecto incluía una iglesia, un dispensario y una escuela, además de las más de 1000 viviendas, siendo uno de los mayores proyectos de la época de todo el país.
Tras la presentación de varios proyectos desde los años 1870 que no llegaron a realizarse, el tranvía comienza a implantarse en la ciudad a partir de 1893, impulsado por capitales ingleses y belgas. Las zonas más favorecidas fueron el centro histórico y la zona este.

### Ensanches
La nueva reforma y ampliación del puerto trajo consigo la liberalización de extensos terrenos en la plaza de la Marina, calle Cortina del Muelle y Haza Baja de la Alcazaba, sobre los que se proyectó la prolongación de la Alameda hasta el paseo de la Farola. Las obras de relleno comenzaron en 1897, configurándose el Parque de Málaga en sucesivas obras y en cuyo diseño intervinieron arquitectos como Eduardo Strachan Viana-Cárdenas, Manuel Rivera Vera, Fernando Guerrero Strachan y Joaquín de Rucoba entre otros, siendo este último el principal diseñador.
Anteriormente, en 1861, se aprobó el primer Plan de Ensanche de Málaga, del arquitecto José Moreno Monroy y en 1892 otro plan de Emilio de la Cerda o José María de Sancha, pero ninguno se ejecutaría durante el siglo XIX, por lo que no sería hasta 1929 cuando se redacta el Plan de Ensanche de Málaga de Daniel Rubio, que daría su forma definitiva al Ensanche Heredia.

### Los nuevos barrios burgueses

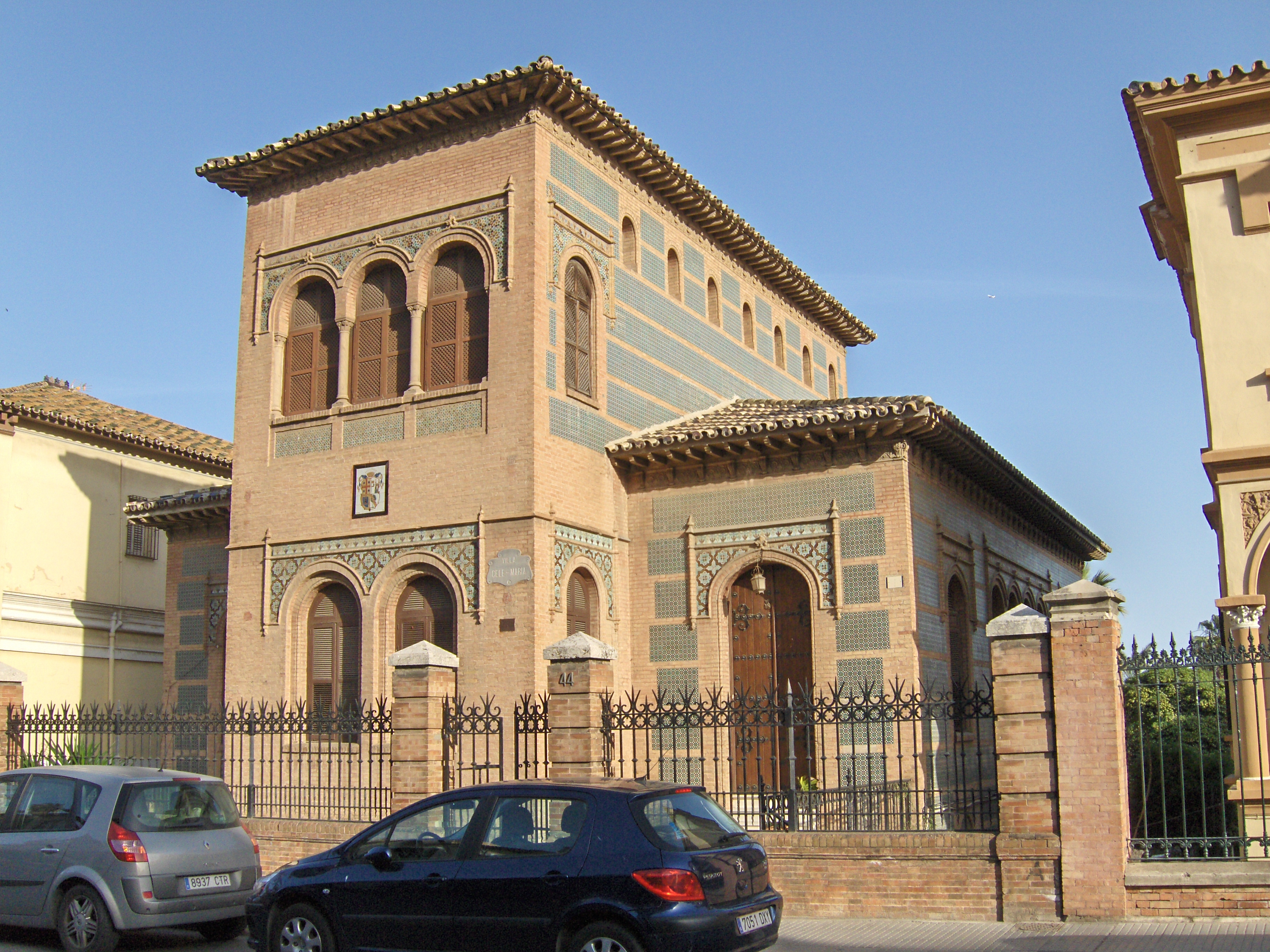
Villa Cele María.

La expansión de la ciudad hacia levante es también una consecuencia de la industrialización, pero en lugar de las grandes instalaciones industriales se desarrollan en esta zona las viviendas de los burgueses que amasaron grandes fortunas con la bonanza económica del siglo. A principios de la centuria Teodoro Reding continúa la demolición de las murallas que permiten la apertura del paseo de Reding, que pronto se convierte en la zona de residencia de la aristocracia. La apertura en 1848 del camino de Vélez, entre los montes de Gibralfaro y Sancha y el mar posibilita la construcción de viviendas a sus lados que van dando lugar a la aparición de los nuevos barrios de La Caleta, El Limonar, Bellavista, Miramar, etc., caracterizados por la preponderancia de villas elegantes rodeadas de exuberantes jardines, que continúan surgiendo durante el siguiente siglo. El proyecto de urbanización se debió al ingeniero José María de Sancha, que se construyó para sí mismo la Villa Cele María en el paseo que lleva su nombre.
A diferencia de las nuevas construcciones del centro histórico, las viviendas de la zona este se caracterizan por la profusión decorativa y la variedad de estilos empleados: neobarroco, neomudéjar, neoárabe, etc. Con el tiempo, algunas de estas viviendas fueron adquiridas por familias del interior, que las utilizaban como residencia de verano o invierno, y comienza la conversión de algunas de ellas en hoteles, convirtiéndose la zona en el lugar turístico preferente en la ciudad.

## Los inicios del urbanismo moderno

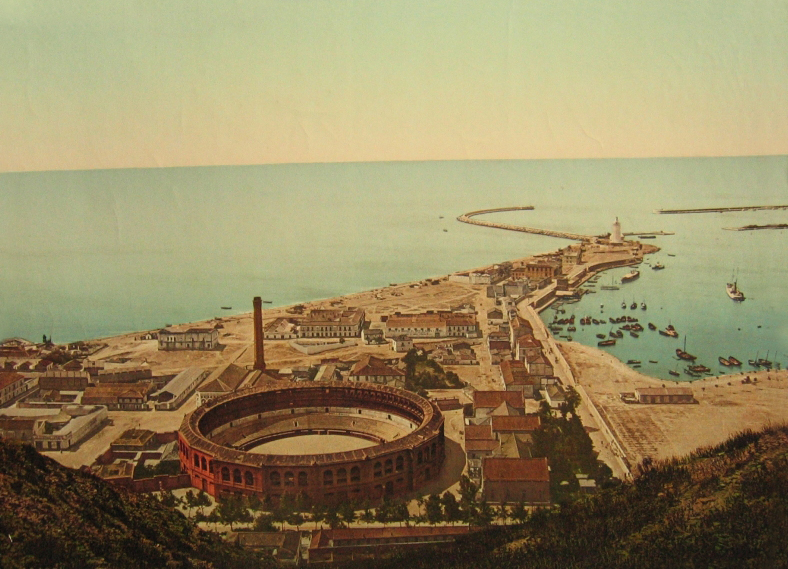
Zona de La Malagueta hacia 1900.

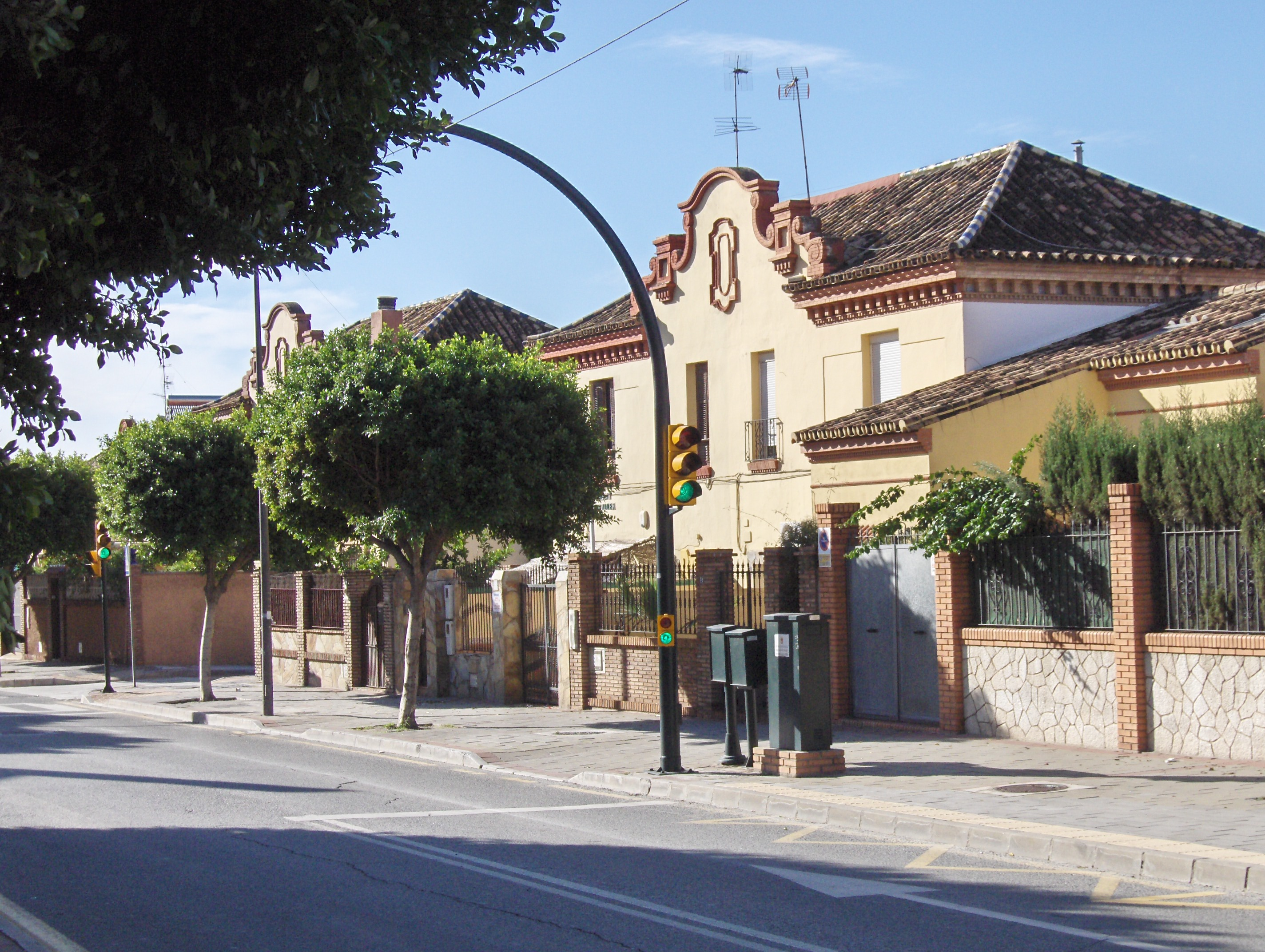
Viviendas típicas de Ciudad Jardín.

### Plan de Grandes Reformas
Generalmente, se considera como el inicio del urbanismo moderno en la ciudad cuando se empiezan a realizar planteamientos globales de los problemas urbanos y se pretende controlar el crecimiento de la urbe a un diseño preestablecido. Con la promulgación en 1924 del Estatuto Municipal se obliga a los grandes municipios a redactar planes de ensanche, que en Málaga daría lugar al Plan de Grandes Reformas, orientado a la mejora de las infraestructuras de saneamiento y alcantarillado, la reforma de algunas calles del centro histórico, la definición de nuevos ejes al oeste del río (sobre el que se proyectaron nuevos puentes), así como la realización de la Ciudad Jardín.
Las dos últimas décadas del siglo XIX y las primeras del siglo XX estuvieron marcadas por una profunda depresión económica derivada del hundimiento de las grandes industrias metalúrgicas y textiles y la devastadora plaga de la filoxera. Sin embargo, la presión demográfica sobre la ciudad continuó e incluso se agravó por la llegada constante de inmigrantes de las zonas rurales, arruinados por dicha plaga. En este contexto se impulsó la política de vivienda de "casas baratas" para obreros, cuyo precedente se encuentra en el barrio obrero de América, construido gracias a donaciones procedentes de la República Argentina con motivo de la tragedia de la riada de 1907. Con esta política se proyectaron los barrios obreros del Carmen y de la Misericordia, se amplió el barrio de La Trinidad y se construyeron los de Victoria Eugenia y Ciudad Jardín, inspirado en el modelo de Ciudad Jardín de Ebenezer Howard.
Sin embargo, los proyectos de casas baratas no cubrieron toda la demanda y durante la década de 1920 aumentó el hacinamiento en los barrios de La Trinidad, El Perchel y Capuchinos, aparecieron nuevos núcleos espontáneos en la periferia, en Torremolinos y El Palo, y se extendió el fenómeno del chabolismo por playa del Perro, Misericordia, Arenal de La Malagueta, Arroyo del Cuarto, El Ejido, Mangas Verdes, etc.

### Plan Rubio
Al plan de 1924, le siguió el Plan de Ensanche de Daniel Rubio, aprobado en 1929, el cual incorpora consideraciones del urbanismo moderno, como son la preocupación por el hacinamiento y el propósito de controlar la densidad habitacional. El plan aporta datos precisos y urge a la necesidad de llevar a cabo el proyecto, especialmente en lo referido a la densidad, que, según el plan, alcanzaba los 302 habitantes por ha (663 en el distrito del Carmen) comparado con los 250 de Madrid y los 110 de Barcelona.
Este plan introduce un sistema viario basado en calles radiales y concéntricas y propone la prolongación de calle Larios hacia el norte, hasta El Ejido, y del eje Alameda-Parque en ambas direcciones, atravesando La Trinidad hacia el oeste, y La Malagueta hacia el este, donde enlazaría con el Paseo Marítimo. Asimismo, plantea la necesidad de proteger las calles de interés histórico-artístico y la ordenación de las barriadas de El Palo y Churriana. Pero los avatares históricos y los tumultuosos acontecimientos políticos de la década de los años 1930 impidieron la realización del plan. No solo no se consiguió mejorar la situación, sino que los efectos de la Guerra Civil, durante la cual Málaga fue sucesivamente bombardeada, empeoraron significativamente las condiciones de vida de los malagueños.

## Evolución durante la dictadura franquista

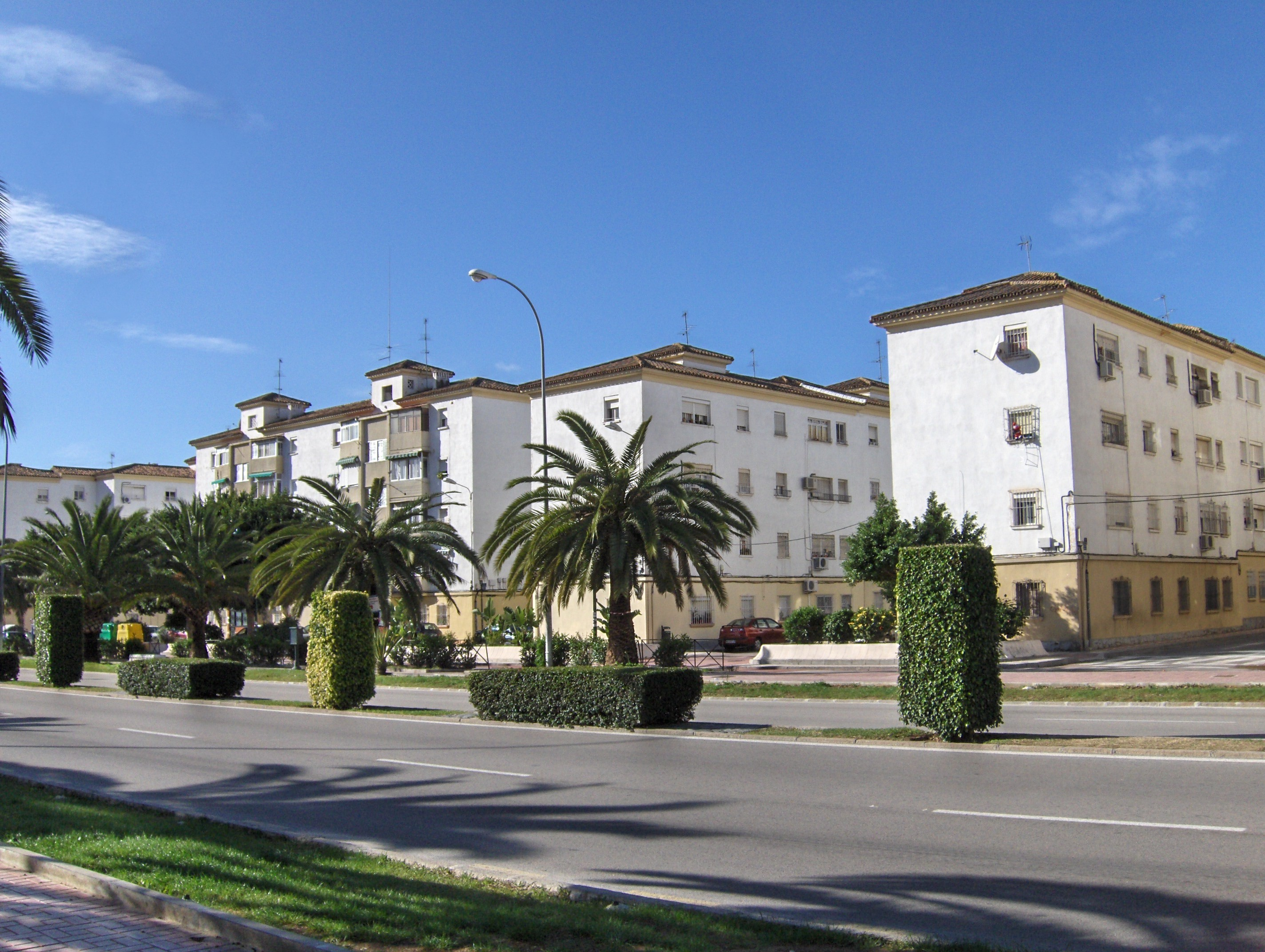
Grupo de viviendas de Herrera Oria (Distrito Ciudad Jardín, 1962), ejemplo típico de viviendas públicas de carácter social construidas por la administración del Movimiento Nacional durante la vigencia del Plan González Edo.

### El urbanismo de la autarquía
En los años 1940, el éxodo de población rural hacia la ciudad, sumado a la negativa de las autoridades a permitir la emigración a otros países, resultó en un alto crecimiento de la infravivienda y el chabolismo, que se extendió por grandes áreas de la ciudad, ocupando nuevos espacios en el extrarradio, como el Arroyo del Cuarto, y llegando casi hasta el centro en los años 1950.
El Plan González Edo fue concebido para dotar a la ciudad de infraestructuras y mantener las características urbanas de Málaga con la conservación de los barrios tradicionales y la contención de la construcción en altura y el fomento de la vivienda unifamiliar tradicional (las llamadas casamatas). Incorporaba, además, algunas actuaciones en el trazado urbano del centro diseñadas en planes previos, como la prolongación de las calles Larios y la Alameda, así como la desviación del cauce del río Guadalmedina.
Durante la época de vigencia del plan, se construyen la barriada del Generalísimo Franco de Carranque (1950), el grupo de viviendas del Canódromo (1953), la barriada de Sixto (1954), la barriada de José Antonio Girón (1955), Santa Julia (1957), Portada Alta (1957), 26 de febrero y 4 de Diciembre (1959) y los grupos de viviendas de José Solís Ruiz (1960), Herrera Oria (1962) y Virgen del Carmen (1964). Todas ellas comparten unos mismos principios estéticos ruralizantes y funcionan como unidades autosuficientes, formando una nueva corona urbana en el oeste de la ciudad.
Sin embargo, con el inicio del desarrollismo y el boom turístico de la región, los llamados planes nacionales de desarrollo toman prioridad sobre los planes urbanísticos a nivel estatal, y el Plan González Edo fue anulado por sentencia del Tribunal Supremo en 1964 debido a la campaña del lobby de promotores inmobiliarios, que consideraban al plan contrario a sus intereses económicos.
Con la derogación del plan, la ciudad de Málaga afrontó el periodo de más intenso crecimiento poblacional y urbanístico de su historia con una ordenanza de edificación de 1902 que daba plena libertad de actuación a los promotores, que pudieron así actuar sin la intervención de las administraciones públicas.

### El urbanismo del desarrollismo

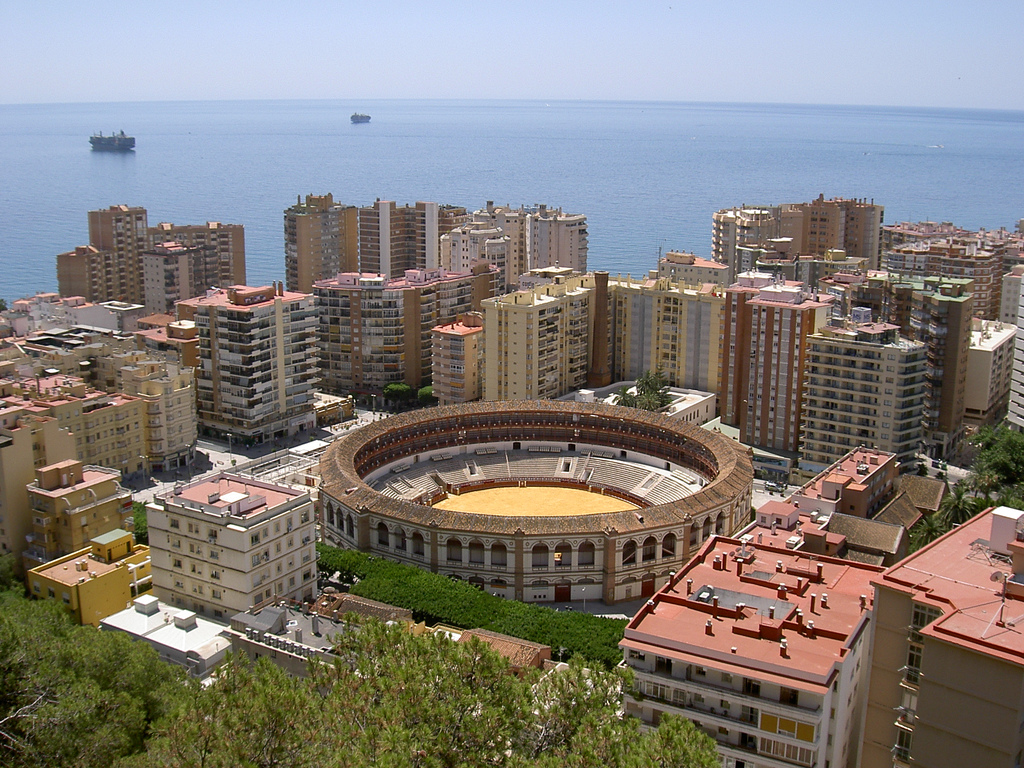
La Malagueta, ejemplo prototípico del urbanismo del desarrollismo.

Falta de planeamiento y control, especulación y rápido crecimiento son las principales características del urbanismo del desarrollismo de la segunda etapa franquista. A partir del boom turístico a mediados de la década de los 1960 el grueso de la promoción y gestión de nuevos barrios cae en manos de la iniciativa privada. Aunque en algunas promociones la Administración también colaboró, como en los barrios de Virreina, La Palmilla, Puerta Blanca o La Paz, fue predominante el sector privado, que frecuentemente abandonaba los proyectos una vez terminadas las viviendas, desentendiéndose de los equipamientos e infraestructuras convenidos. De este modo, la ciudad crece de manera irracional, sin ningún tipo de control por parte de la ciudadanía ni de la Administración. La especulación fue el denominador común de la mayor parte de las nuevas promociones de viviendas, que a menudo sobrepasaban por mucho la densidad de construcción establecida, como es el caso de Jardín de la Abadía, La Palma o San Andrés.
Paralelamente a la construcción de nuevos barrios hacinados en la periferia, se produce un acelerado deterioro de los barrios más céntricos, como El Bulto o La Trinidad. En esta zona, una de las mayores operaciones fue el derribo parcial del barrio histórico de El Perchel, reconstruido con grandes bloques que reportaron enormes beneficios a los constructores. La situación generalizada de caos se vuelve intolerable en algunos barrios como Nuevo San Andrés 1, Huelin o Suárez por la carencia de equipamientos básicos como suministro de luz y agua, redes de alcantarillado y saneamiento, y viales sin pavimentar que se convierten en barrizales en épocas de lluvia. Muchos malagueños viven en chabolas o corralones decimonónicos en los que familias de 4 o 5 miembros se hacinan en espacios de apenas 4 m², como es el caso de El Bulto.
Un ejemplo paradigmático es el del barrio de Suárez, cuyo proyecto debía incluir 140 000 m² de zonas verdes, pero de las que solo se realizaron 11 000 m² y sin un solo árbol. La Administración no solo hizo la vista gorda ante los incumplimientos del sector privado, sino que colaboró activamente en favor de los intereses de este, declarando el estado de ruina de muchos inmuebles en zonas sobre las que se proyectaron operaciones urbanísticas de gran envergadura.
Al mismo tiempo que esto ocurre, proliferan las urbanizaciones clandestinas en el extrarradio (Campanillas, Churriana y Puerto de la Torre) y los barrios de autoconstrucción como Mangas Verdes. En este contexto, a partir de 1974, comienzan a surgir las asociaciones de vecinos, algunas de las cuales encontraron trabas para su legalización.

## El urbanismo en la Democracia

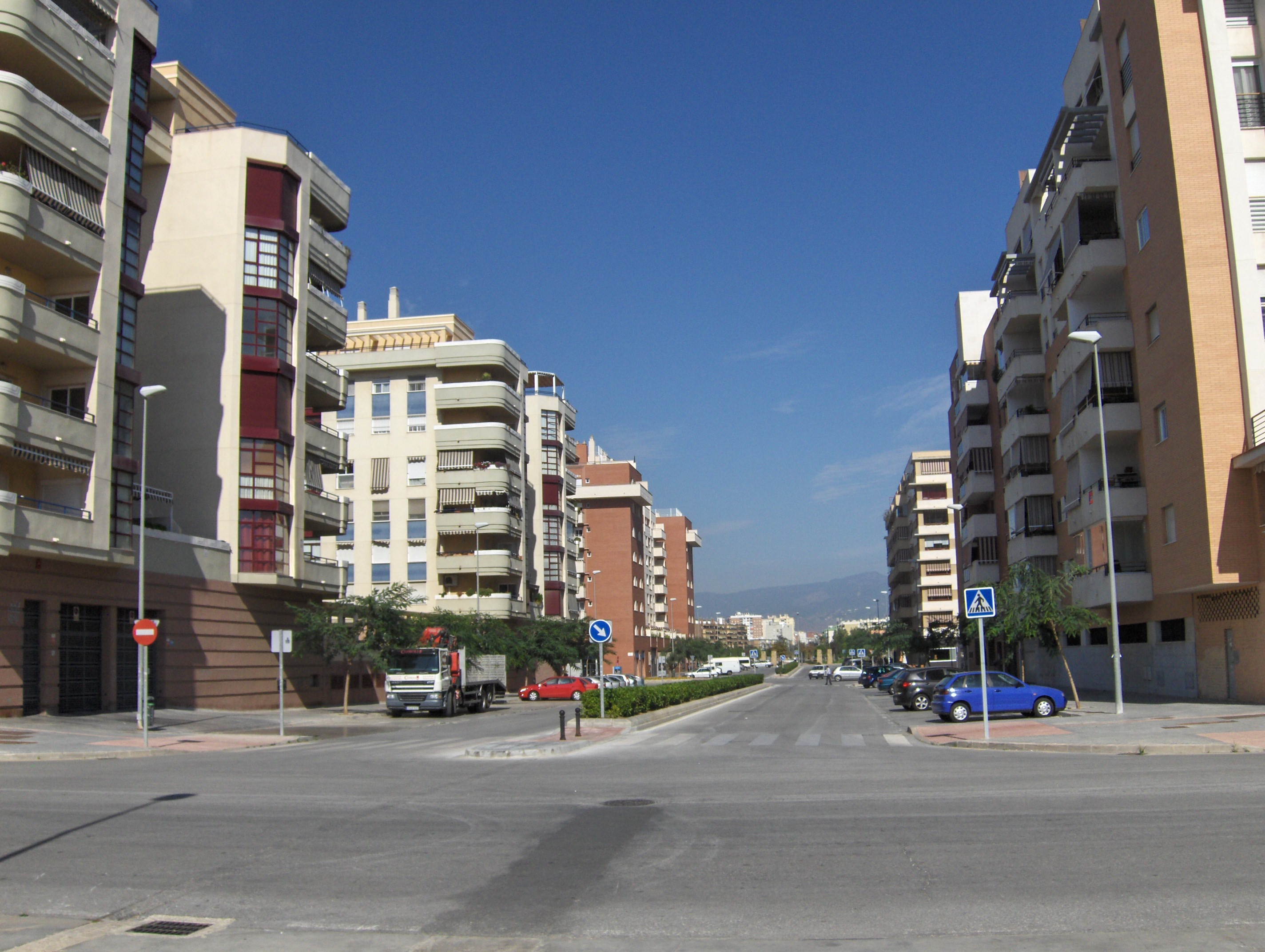
Nuevos desarrollos residenciales en Finca El Pato.

Tras la derogación del Plan González Edo, no fue hasta 1971 cuando se aprobó un nuevo plan. Fue este un plan expansivo y desarrollista, que tras ocho años de vigencia no resolvió los agudos problemas urbanos de la ciudad, debido a su debilidad controladora, fruto de la coyuntura político-económica de la etapa predemocrática.

### PGOU de 1983
Un nuevo plan entró en vigor en 1983. En este plan se analizan los problemas heredados tras 20 años de crecimiento vertiginoso, señalándose como principales problemas la descomposición del entramado urbano en piezas desarticuladas por la enorme deficiencia del sistema viario, la congestión y segregación de numerosas bolsas carentes de equipamientos esenciales, el aprovechamiento desorbitado del suelo, la destrucción del patrimonio y la degradación del paisaje urbano, el desmantelamiento del espacio industrial en favor del residencial y el nuevo éxodo hacia la periferia de las clases medias, con el consiguiente abandono y envejecimiento del casco antiguo.
Ante esta situación, el plan se concentra en resolver los problemas señalados mediante un reequipamiento general, la zonificación del suelo, la culminación y racionalización del sistema viario y la introducción de medidas de protección del patrimonio. El PGOU de 1983 fue redactado por Salvador Moreno Peralta, José Seguí y Damián Quero y obtuvo el Premio Nacional de Urbanismo y fue el primero realizado por un consistorio democrático en una ciudad de más de cien mil habitantes en España.

### Rehabilitación del centro histórico

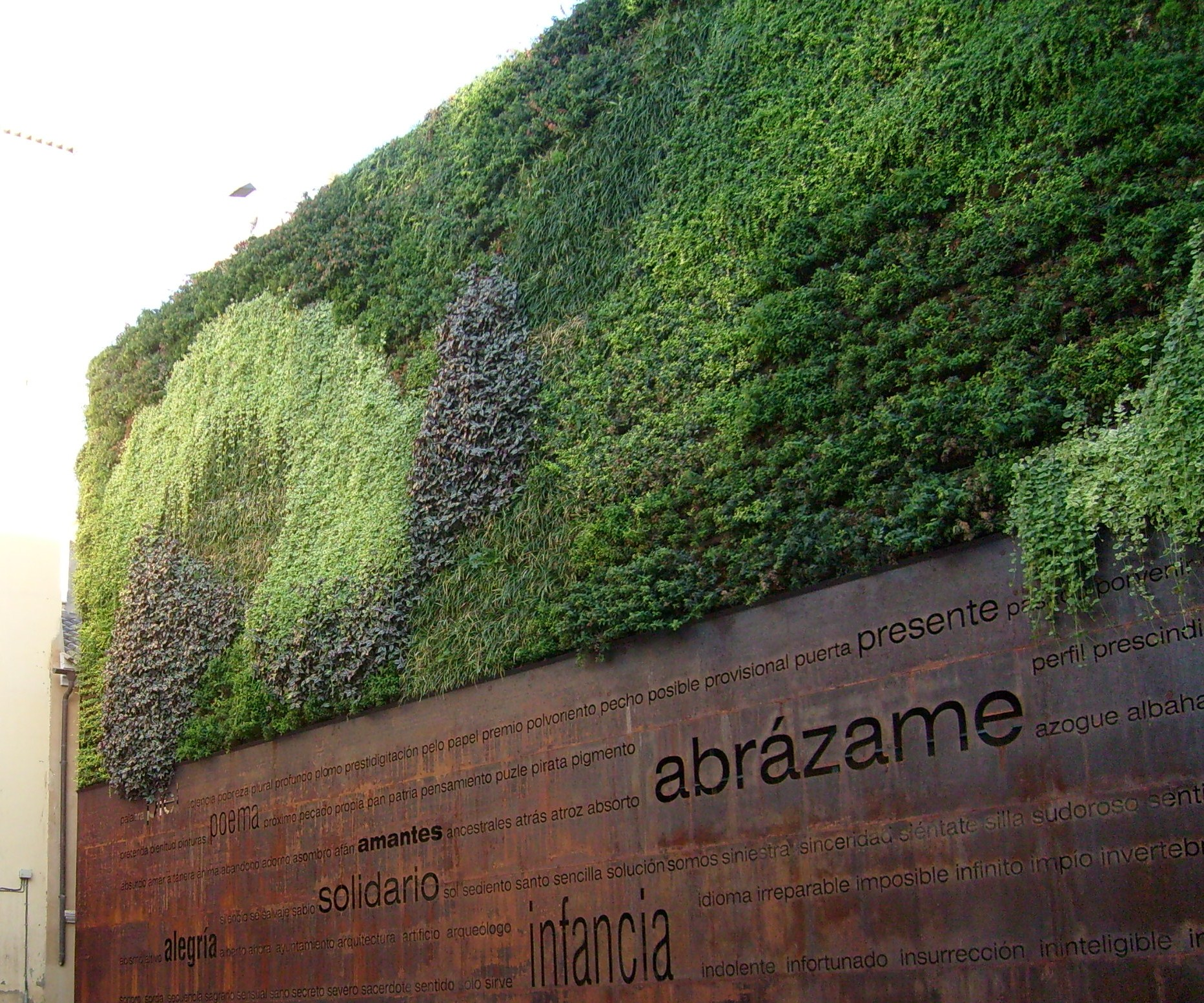
Jardín vertical de la rehabilitada plaza del Pericón.

Una de las máximas preocupaciones del plan de 1983 fue la rehabilitación del centro histórico, para lo cual se introduce una normativa específica para regular las condiciones de ordenación, edificación, uso de los inmuebles, alturas permitidas, etc., así como otra normativa que establece dos niveles de protección para edificios protegidos. Además, dos años después de la aprobación de este plan comienza la tramitación para la declaración como bien de interés cultural del centro histórico, por lo que de acuerdo a la Ley de Patrimonio española, el municipio está obligado a la realización de un plan especial de protección para la zona. Así, en 1988 se aprueba al Plan Especial de Protección y Reforma Interior (PEPRI).

### PGOU de 1996 e inicio del planeamiento metropolitano
Estos objetivos se mantienen en el Plan General de Ordenación Urbana de 1996, que además desarrolla nuevos proyectos de orientación metropolitana tales como la ampliación de la Ciudad Universitaria o la creación del Parque Tecnológico de Andalucía y acelera la rehabilitación del centro histórico, que presentaba un alto nivel de deterioro urbanístico. Un año antes, en 1995 se redacta el primer instrumento de planificación a escala metropolitana: el Plan de Ordenación del Territorio de la Aglomeración Urbana de Málaga y comienza la realización de una serie de parques públicos como son el Parque de Huelin, el Parque del Norte y el Parque del Oeste.

### Elboominmobiliario de 1997-2007

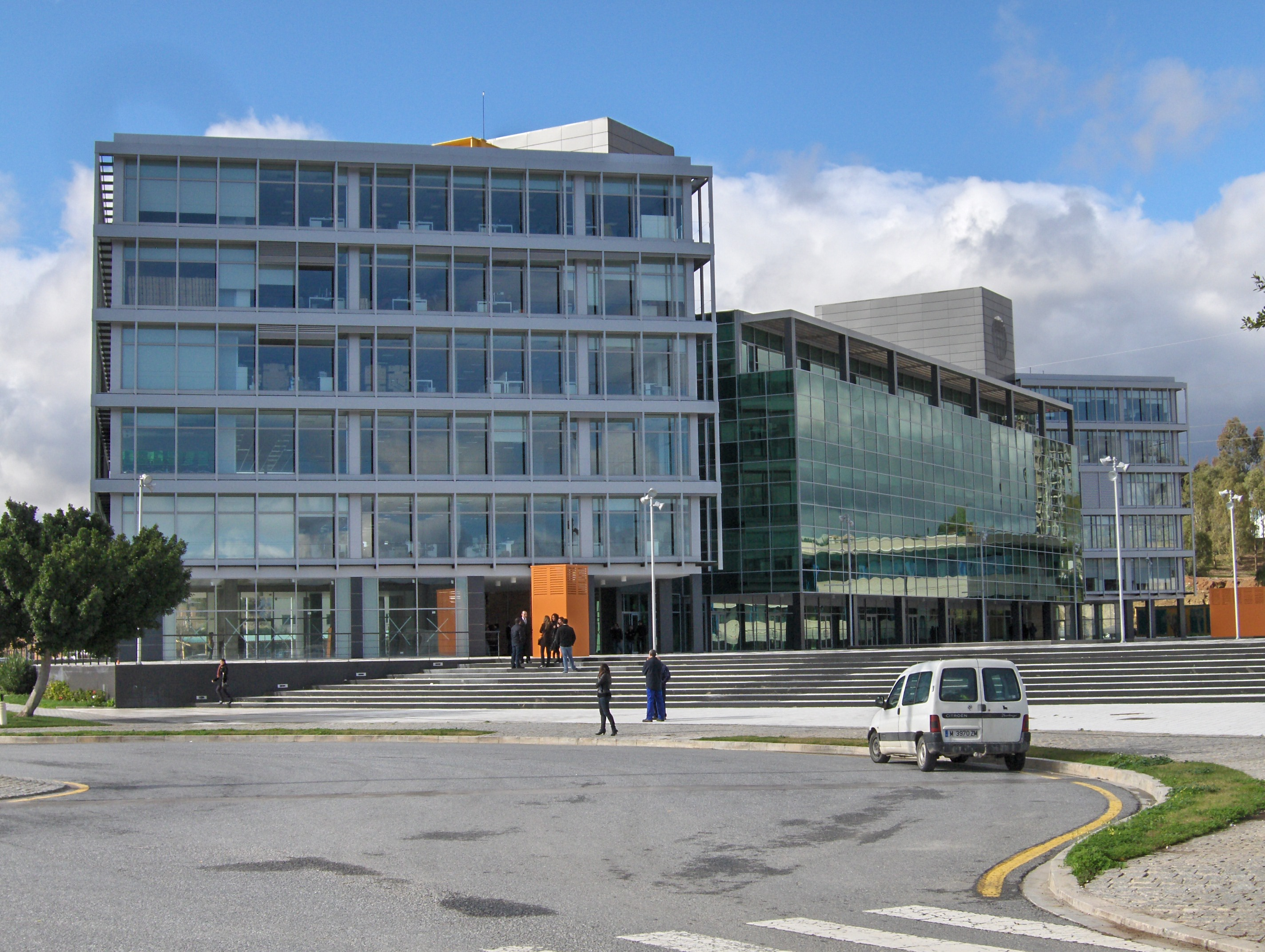
Inmueble del Parque Tecnológico de Andalucía.

Entre los años 1997 y 2007, la actividad constructora en Málaga es de gran intensidad y presenta las mismas características que el boom inmobiliario experimentado en casi toda España, pero sobre todo, en la fachada mediterránea. El aumento de la demanda de la vivienda fue el factor decisivo para el desarrollo inmobiliario de este período, que además se vio favorecido por el incremento demográfico producido por la inmigración, un clima político favorable al crecimiento sin límites y una ciudadanía mayoritaria convencida de los beneficios aparentes del desarrollismo.
El crecimiento urbanístico de la ciudad en la década de 2000-2010 fue espectacular. Durante esta década se incorporaron 96 346 nuevos edificios, con lo que en el año 2010 más de un 25 % de todos los edificios existentes tenían 10 o menos años. Este crecimiento vertiginoso solo fue superado en España por Murcia, situando a Málaga por delante de ciudades mucho mayores como Madrid, Barcelona o Valencia.
Según un estudio de 2008, Málaga tiene una proporción de 9,2 m² de espacios verdes por habitante, lo que representa la mitad de lo recomendado por las directivas de la Unión Europea. De estos, un 53 % se corresponden con zonas con menos de 1500 m², es decir, plazas y plazuelas. Los barrios del distrito Carretera de Cádiz, Cruz del Humilladero, Carranque y otros barrios de la zona oeste, así como La Trinidad, Carlinda y Miraflores de los Ángeles son algunos de los barrios que registran los menores ratios de zonas verdes por ciudadano. En el lado opuesto se sitúan los distritos periféricos de Campanillas, Churriana y Puerto de la Torre y el litoral Este, en los que la proporción incluso supera los valores recomendados, llegando a alcanzar los 30 m² por vecino. En el Centro el ratio es de 13 m² por vecino.

### PGOU de 2011
Este nuevo plan incluye actuaciones significativas, como el denominado Plan Repsol, que destacarán dentro del paulatino desarrollo de la ciudad en los próximos años.
Igualmente, se ha concretado una iniciativa de origen ciudadano para la creación de un distrito cultural o Soho de Málaga en la zona del Ensanche del centro, inspirado en el estilo de los barrios del mismo nombre de Londres y Nueva York. Conlleva actuaciones de carácter regenerativo y mejoras del espacio público.
La Comisión Europea ha seleccionado a la ciudad de Málaga para su inclusión entre las buenas prácticas de desarrollo urbano que han recibido Fondos Urban en el periodo 2007-2013. Junto con San Sebastián, son las únicas grandes ciudades españolas elegidas.